# 奈良市
奈良市（ならし）は、奈良県の北部に位置する市。奈良県の県庁所在地及び人口が最多の市であり、中核市に指定されている。
奈良時代に都が置かれたことから古都と呼ばれる。また、京都に対して南都とも呼ばれた。

## 地理
奈良市は、奈良県北部の奈良盆地北端にある。市街地の標高は約60mである。市東部は大和高原の一部をなし、標高300mから600m級の高地が続く。市街の北は古代に平城山（ならやま）と呼ばれた丘陵地帯で京都府と接している。平城山を越えて山城と通じる奈良坂は古くからの重要交通路の一つ。
市域は東西に広く、(1) 東部の山間地、(2) 文化財を多数抱え国際観光文化都市としての顔を持つ中東部の中心市街地、(3) 大阪の衛星都市・ベッドタウンとしての性格を持ち住宅地として開発が行われてきた西部と、複数の顔を持ち、同じ市内でありながら地域の雰囲気、住民の指向は違いを見せる。

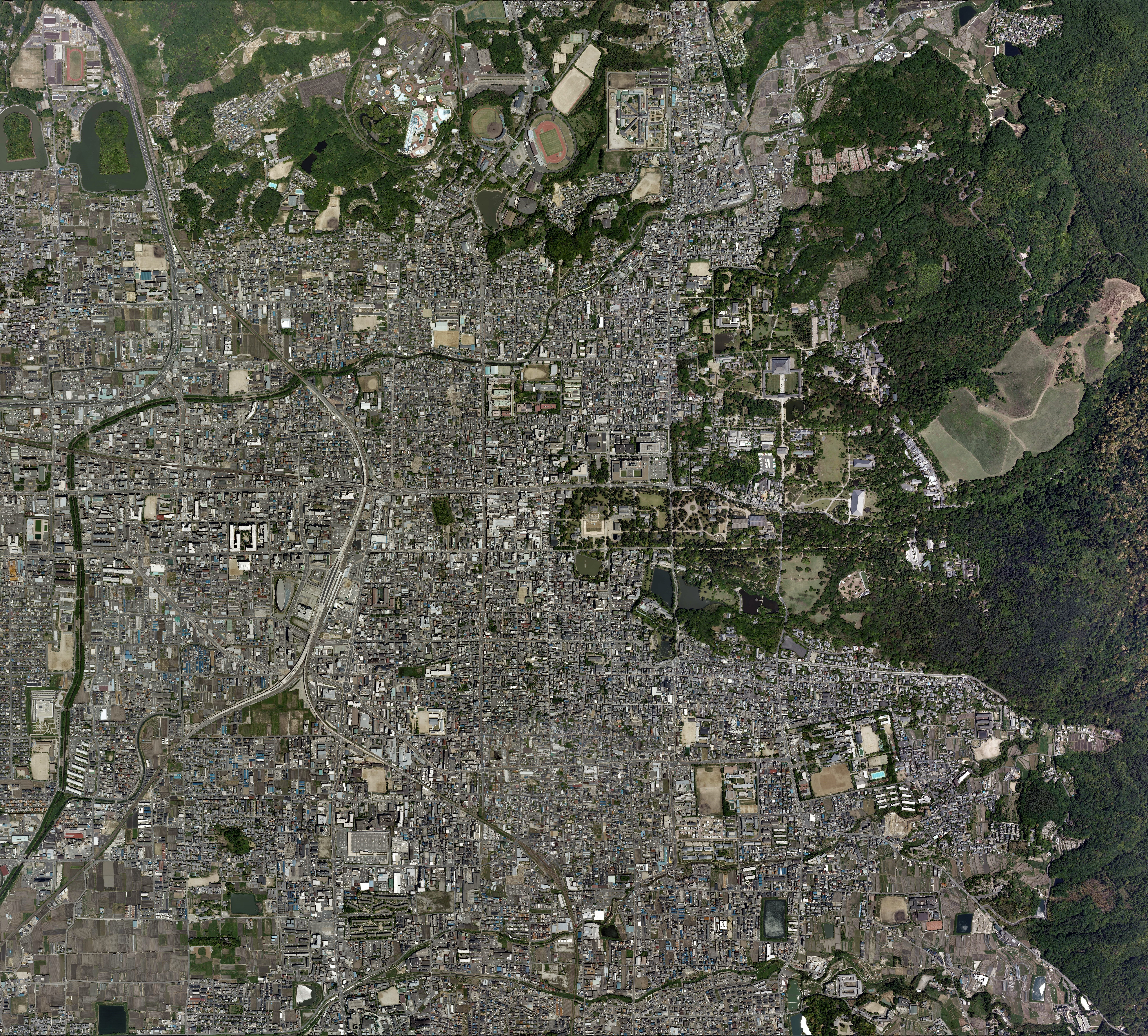
奈良市中心部周辺の空中写真。
2008年5月15日撮影の25枚を合成作成。。

- 高原：大和高原
- 丘陵：矢田丘陵、西ノ京丘陵、平城山丘陵
- 盆地：奈良盆地
- 河川：富雄川、佐保川、名張川

### 都市名の由来
古くは、今の奈良市域を添（そほり）と称した。
市街地が広がる一帯は平坦な地形で、この均（なら）したような地形が「奈良」の都市名の由来となったのではないかとする説が有力である。
現在の漢字表記は「奈良」だが、古文書などの中では「那羅」「寧楽」「平城」とも表記されている。

### 気候
瀬戸内海式気候と内陸性気候を併せ持つ。
市街は盆地に位置するため、夏と冬、そして1日の気温差が大きい。
同じく盆地の京都から約40km南に位置するものの標高が高く（京都地方気象台：標高41m、奈良地方気象台：標高102m）、冬季の気温は京都より低い。
- 気温 - 最高39.3℃（1994年（平成6年）8月8日）、最低−7.8℃（1977年（昭和52年）2月16日）
- 最大降水量 - 196.5ミリ（2017年（平成29年）10月22日）
- 最大瞬間風速 - 47.2メートル（1979年（昭和54年）9月30日）
- 最深積雪 - 21センチ（1990年（平成2年）2月1日）
- 夏日最多日数 - 166日（2024年（令和6年））
- 真夏日最多日数 - 93日（2024年（令和6年））
- 猛暑日最多日数 - 47日（2024年（令和6年））
- 熱帯夜最多日数 - 46日（2024年（令和6年））
- 冬日最多日数 - 90日（1984年（昭和59年））

| 奈良市（奈良地方気象台）の気候                                   | 奈良市（奈良地方気象台）の気候 | 奈良市（奈良地方気象台）の気候 | 奈良市（奈良地方気象台）の気候 | 奈良市（奈良地方気象台）の気候 | 奈良市（奈良地方気象台）の気候 | 奈良市（奈良地方気象台）の気候 | 奈良市（奈良地方気象台）の気候 | 奈良市（奈良地方気象台）の気候 | 奈良市（奈良地方気象台）の気候 | 奈良市（奈良地方気象台）の気候 | 奈良市（奈良地方気象台）の気候 | 奈良市（奈良地方気象台）の気候 | 奈良市（奈良地方気象台）の気候 |
| 月                                                               | 1月                            | 2月                            | 3月                            | 4月                            | 5月                            | 6月                            | 7月                            | 8月                            | 9月                            | 10月                           | 11月                           | 12月                           | 年                             |
| ---------------------------------------------------------------- | ------------------------------ | ------------------------------ | ------------------------------ | ------------------------------ | ------------------------------ | ------------------------------ | ------------------------------ | ------------------------------ | ------------------------------ | ------------------------------ | ------------------------------ | ------------------------------ | ------------------------------ |
| 最高気温記録 °C （°F）                                           | 18.9 (66)                      | 23.9 (75)                      | 26.4 (79.5)                    | 30.5 (86.9)                    | 33.6 (92.5)                    | 36.5 (97.7)                    | 38.1 (100.6)                   | 39.3 (102.7)                   | 36.9 (98.4)                    | 32.0 (89.6)                    | 27.5 (81.5)                    | 24.9 (76.8)                    | 39.3 (102.7)                   |
| 平均最高気温 °C （°F）                                           | 9.0 (48.2)                     | 10.0 (50)                      | 14.0 (57.2)                    | 20.0 (68)                      | 24.7 (76.5)                    | 27.4 (81.3)                    | 31.3 (88.3)                    | 33.0 (91.4)                    | 28.5 (83.3)                    | 22.6 (72.7)                    | 16.8 (62.2)                    | 11.4 (52.5)                    | 20.7 (69.3)                    |
| 日平均気温 °C （°F）                                             | 4.2 (39.6)                     | 4.7 (40.5)                     | 8.0 (46.4)                     | 13.5 (56.3)                    | 18.5 (65.3)                    | 22.2 (72)                      | 26.2 (79.2)                    | 27.3 (81.1)                    | 23.2 (73.8)                    | 17.2 (63)                      | 11.4 (52.5)                    | 6.4 (43.5)                     | 15.2 (59.4)                    |
| 平均最低気温 °C （°F）                                           | 0.1 (32.2)                     | 0.1 (32.2)                     | 2.7 (36.9)                     | 7.7 (45.9)                     | 13.0 (55.4)                    | 17.9 (64.2)                    | 22.2 (72)                      | 23.0 (73.4)                    | 19.1 (66.4)                    | 12.8 (55)                      | 6.8 (44.2)                     | 2.2 (36)                       | 10.6 (51.1)                    |
| 最低気温記録 °C （°F）                                           | −7.0 (19.4)                    | −7.8 (18)                      | −5.0 (23)                      | −2.4 (27.7)                    | 1.4 (34.5)                     | 7.3 (45.1)                     | 12.2 (54)                      | 12.8 (55)                      | 7.7 (45.9)                     | 2.3 (36.1)                     | −2.6 (27.3)                    | −6.6 (20.1)                    | −7.8 (18)                      |
| 降水量 mm （inch）                                               | 52.4 (2.063)                   | 63.1 (2.484)                   | 105.1 (4.138)                  | 98.9 (3.894)                   | 138.5 (5.453)                  | 184.1 (7.248)                  | 173.5 (6.831)                  | 127.9 (5.035)                  | 159.0 (6.26)                   | 134.7 (5.303)                  | 71.2 (2.803)                   | 56.8 (2.236)                   | 1,365.1 (53.744)               |
| 降雪量 cm （inch）                                               | 1 (0.4)                        | 3 (1.2)                        | 0 (0)                          | 0 (0)                          | 0 (0)                          | 0 (0)                          | 0 (0)                          | 0 (0)                          | 0 (0)                          | 0 (0)                          | 0 (0)                          | 0 (0)                          | 5 (2)                          |
| 平均降水日数 （≥0.5mm）                                          | 7.6                            | 8.2                            | 11.2                           | 10.6                           | 10.8                           | 13.0                           | 12.2                           | 9.0                            | 11.4                           | 10.1                           | 8.1                            | 7.9                            | 120.1                          |
| 平均降雪日数 （≥0cm）                                            | 11.5                           | 11.8                           | 4.7                            | 0.2                            | 0                              | 0                              | 0                              | 0                              | 0                              | 0                              | 0.1                            | 5.5                            | 33.9                           |
| % 湿度                                                           | 70                             | 69                             | 67                             | 65                             | 68                             | 75                             | 76                             | 73                             | 76                             | 77                             | 76                             | 73                             | 72                             |
| 平均月間日照時間                                                 | 115.2                          | 116.8                          | 156.4                          | 179.0                          | 189.5                          | 136.6                          | 158.8                          | 204.4                          | 152.8                          | 152.1                          | 135.1                          | 124.4                          | 1,821.1                        |
| 出典：気象庁（平均値：1991年 - 2020年、気温極値：1953年 - 現在） |                                |                                |                                |                                |                                |                                |                                |                                |                                |                                |                                |                                |                                |

| 針（1991年 - 2020年）の気候        | 針（1991年 - 2020年）の気候 | 針（1991年 - 2020年）の気候 | 針（1991年 - 2020年）の気候 | 針（1991年 - 2020年）の気候 | 針（1991年 - 2020年）の気候 | 針（1991年 - 2020年）の気候 | 針（1991年 - 2020年）の気候 | 針（1991年 - 2020年）の気候 | 針（1991年 - 2020年）の気候 | 針（1991年 - 2020年）の気候 | 針（1991年 - 2020年）の気候 | 針（1991年 - 2020年）の気候 | 針（1991年 - 2020年）の気候 |
| 月                                 | 1月                         | 2月                         | 3月                         | 4月                         | 5月                         | 6月                         | 7月                         | 8月                         | 9月                         | 10月                        | 11月                        | 12月                        | 年                          |
| ---------------------------------- | --------------------------- | --------------------------- | --------------------------- | --------------------------- | --------------------------- | --------------------------- | --------------------------- | --------------------------- | --------------------------- | --------------------------- | --------------------------- | --------------------------- | --------------------------- |
| 最高気温記録 °C （°F）             | 16.1 (61)                   | 18.3 (64.9)                 | 24.3 (75.7)                 | 27.4 (81.3)                 | 30.8 (87.4)                 | 34.2 (93.6)                 | 35.7 (96.3)                 | 36.0 (96.8)                 | 34.2 (93.6)                 | 29.4 (84.9)                 | 24.4 (75.9)                 | 22.2 (72)                   | 36.0 (96.8)                 |
| 平均最高気温 °C （°F）             | 5.4 (41.7)                  | 6.4 (43.5)                  | 10.7 (51.3)                 | 16.7 (62.1)                 | 21.7 (71.1)                 | 24.5 (76.1)                 | 28.4 (83.1)                 | 29.9 (85.8)                 | 25.6 (78.1)                 | 19.7 (67.5)                 | 14.0 (57.2)                 | 8.2 (46.8)                  | 17.6 (63.7)                 |
| 日平均気温 °C （°F）               | 1.3 (34.3)                  | 1.7 (35.1)                  | 5.1 (41.2)                  | 10.6 (51.1)                 | 15.7 (60.3)                 | 19.5 (67.1)                 | 23.5 (74.3)                 | 24.3 (75.7)                 | 20.4 (68.7)                 | 14.4 (57.9)                 | 8.6 (47.5)                  | 3.5 (38.3)                  | 12.4 (54.3)                 |
| 平均最低気温 °C （°F）             | −2.6 (27.3)                 | −2.7 (27.1)                 | −0.3 (31.5)                 | 4.4 (39.9)                  | 10.0 (50)                   | 15.3 (59.5)                 | 19.7 (67.5)                 | 20.1 (68.2)                 | 16.2 (61.2)                 | 9.7 (49.5)                  | 3.5 (38.3)                  | −0.8 (30.6)                 | 7.7 (45.9)                  |
| 最低気温記録 °C （°F）             | −11.8 (10.8)                | −12.2 (10)                  | −7.9 (17.8)                 | −5.8 (21.6)                 | −0.8 (30.6)                 | 3.7 (38.7)                  | 10.6 (51.1)                 | 10.6 (51.1)                 | 4.0 (39.2)                  | −2.0 (28.4)                 | −5.9 (21.4)                 | −8.9 (16)                   | −12.2 (10)                  |
| 降水量 mm （inch）                 | 61.8 (2.433)                | 67.2 (2.646)                | 116.0 (4.567)               | 110.6 (4.354)               | 149.6 (5.89)                | 208.6 (8.213)               | 209.7 (8.256)               | 143.1 (5.634)               | 189.5 (7.461)               | 163.9 (6.453)               | 85.8 (3.378)                | 62.9 (2.476)                | 1,566.3 (61.665)            |
| 平均降水日数 （≥1.0 mm）           | 8.4                         | 8.7                         | 11.5                        | 10.5                        | 10.9                        | 13.2                        | 12.5                        | 9.5                         | 11.3                        | 10.4                        | 8.5                         | 8.3                         | 123.7                       |
| 平均月間日照時間                   | 103.9                       | 111.3                       | 149.0                       | 178.6                       | 192.1                       | 139.6                       | 165.4                       | 197.1                       | 141.2                       | 147.3                       | 137.4                       | 121.0                       | 1,783.2                     |
| 出典1：Japan Meteorological Agency |                             |                             |                             |                             |                             |                             |                             |                             |                             |                             |                             |                             |                             |
| 出典2：気象庁                      |                             |                             |                             |                             |                             |                             |                             |                             |                             |                             |                             |                             |                             |

なお、天気予報の発表区分および気象警報などの発表区分は「奈良県全域　＞　奈良県北部　＞　奈良県北西部　＞　奈良市」となっていたが、後者は2025年（令和7年）3月13日の13時より「奈良市西部」「奈良市東部」に分割された）。後者における2つ以上の発表区分を持つ市町村は奈良県内では五條市に続いて2つ目。

## 歴史

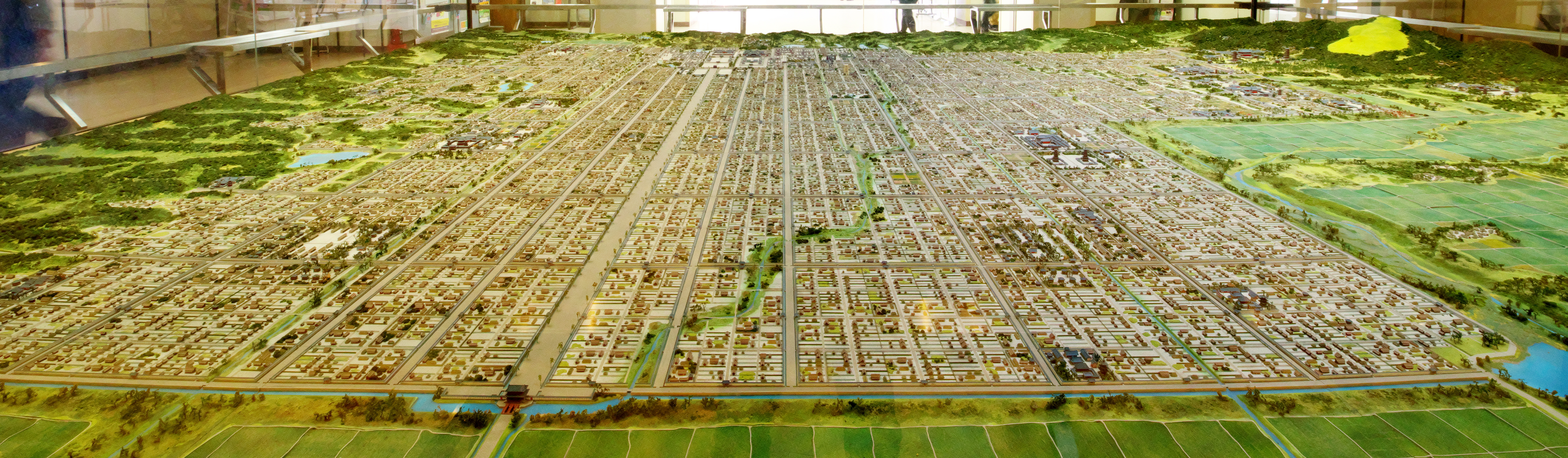
平城京の復元模型（奈良市役所の展示物）

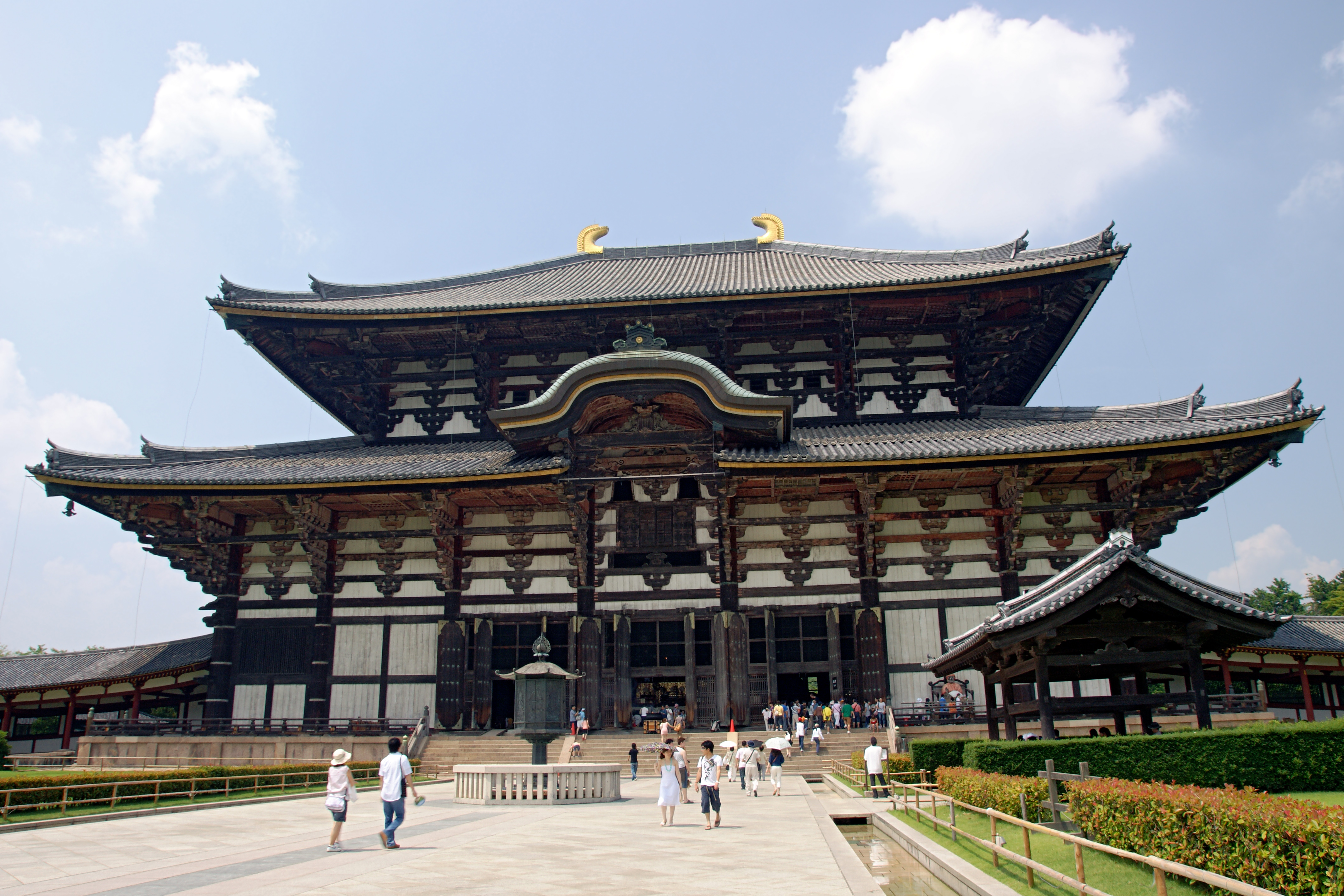
東大寺

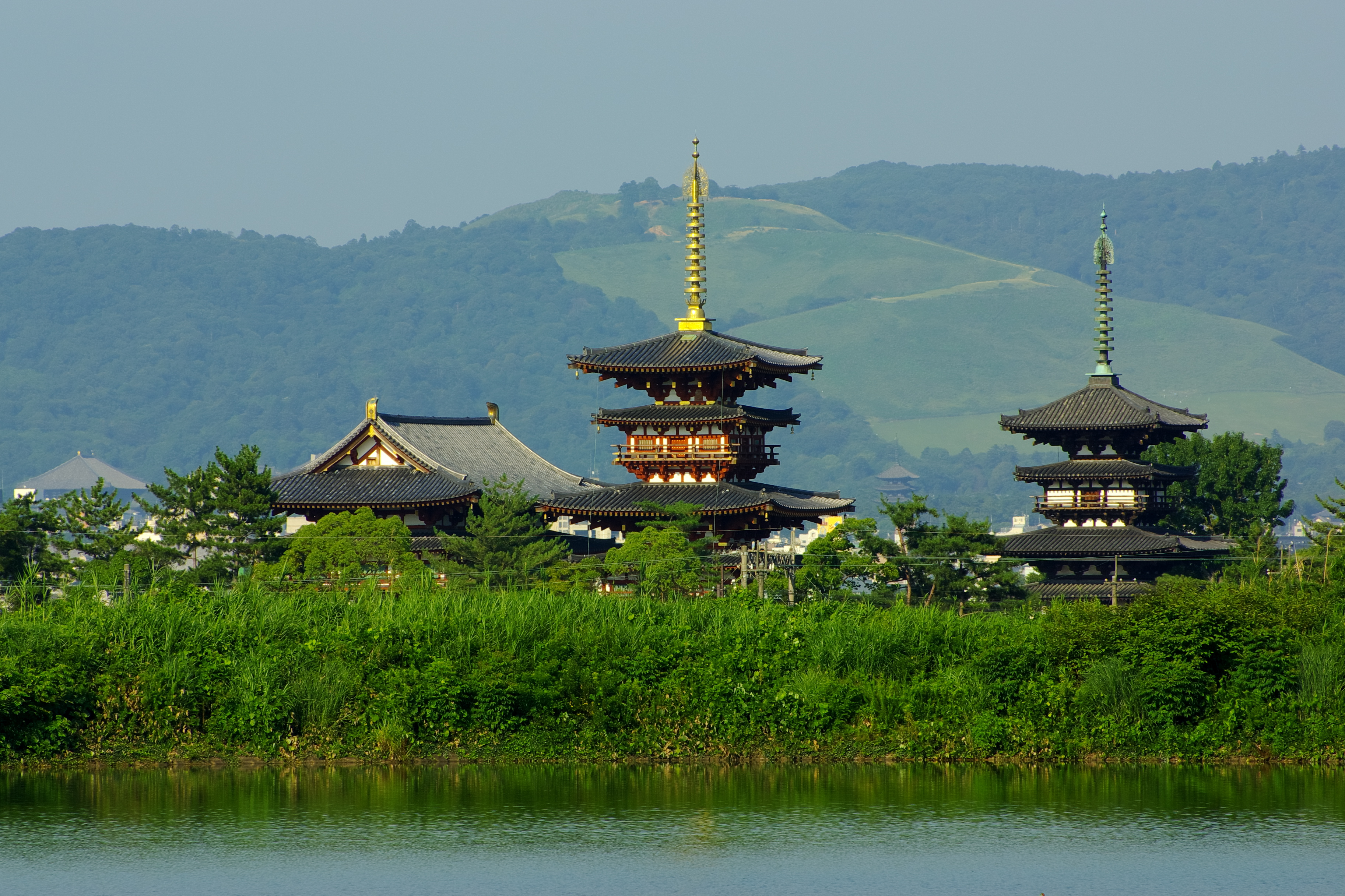
薬師寺

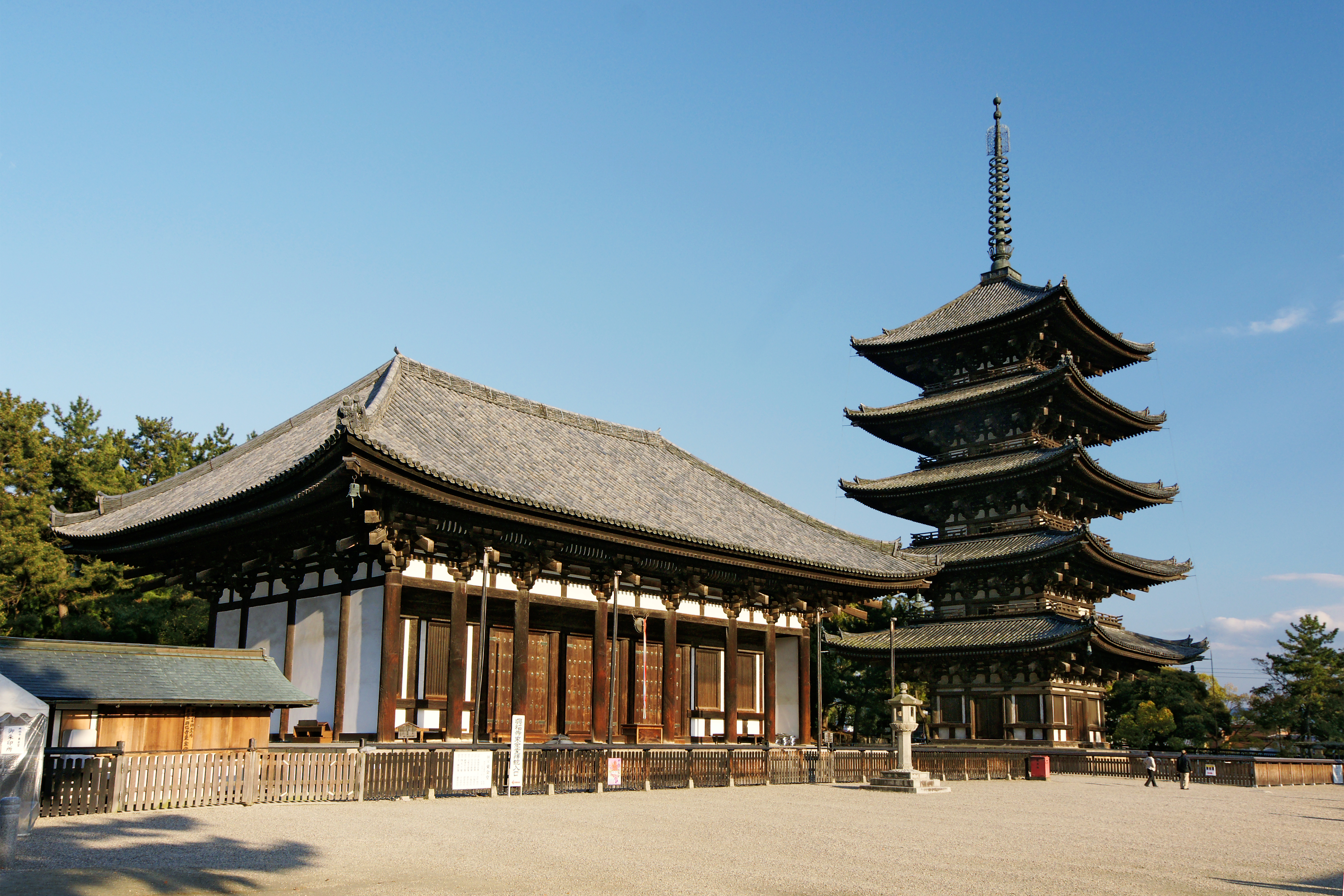
興福寺

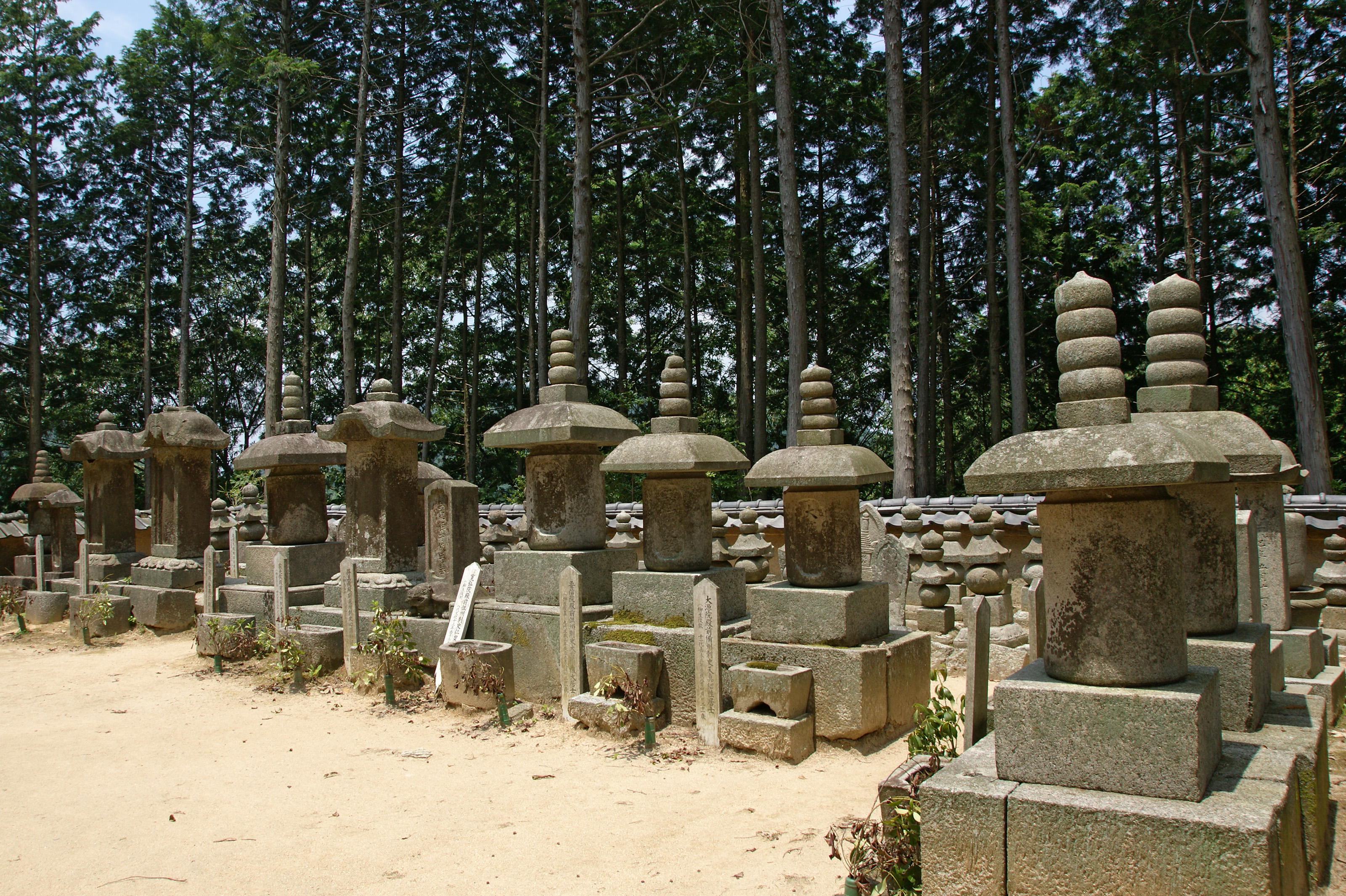
芳徳寺（柳生一族墓所）

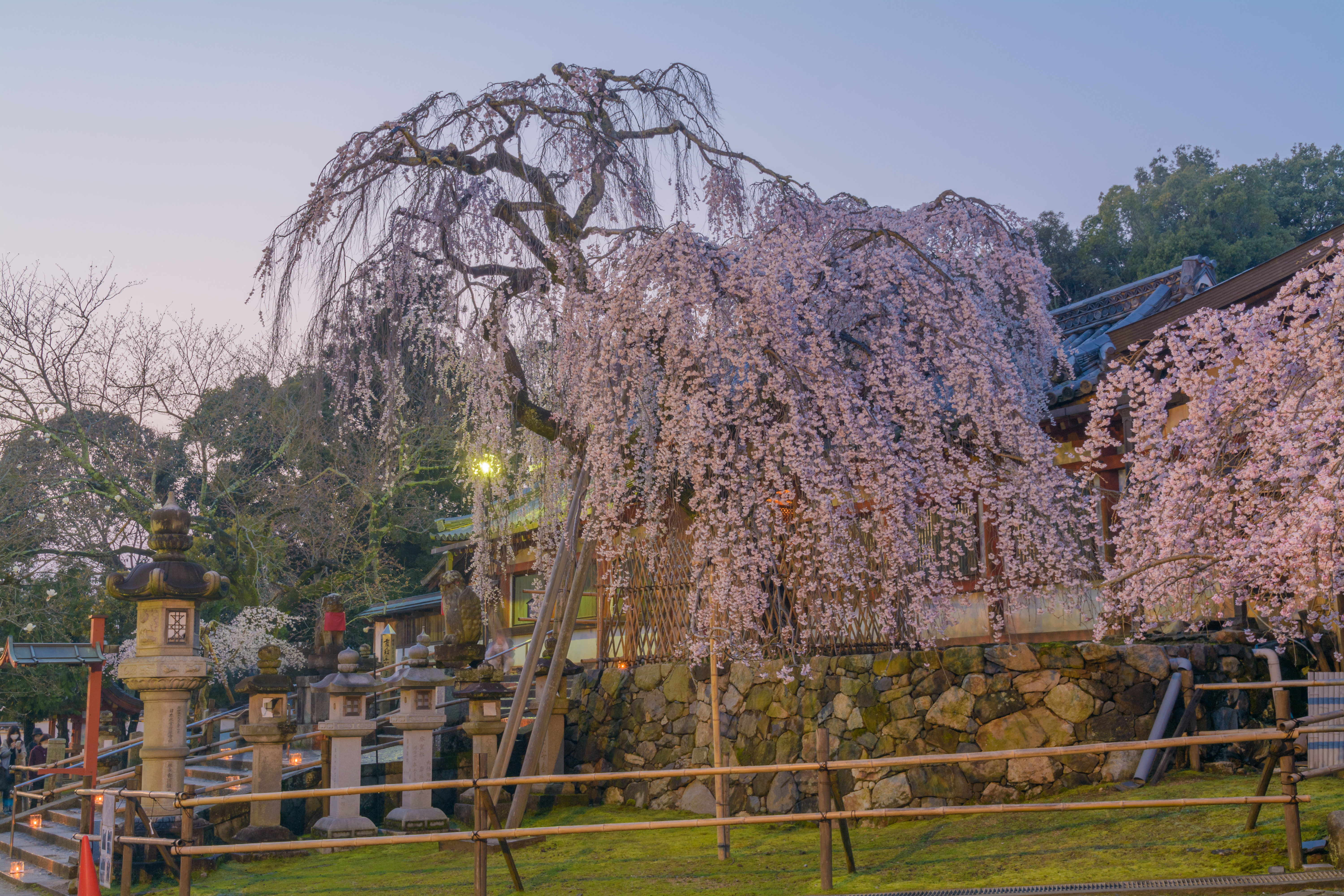
氷室神社

※市制施行以前の市域の歴史については、奈良も参照

### 古代
奈良市街地の西にはウワナベ古墳など5世紀の巨大古墳が築かれ、佐紀盾列古墳群を形成している。『和名抄』に見える大和国添上郡山村郷、楊生郷、八島郷、大岡郷、春日郷及び添下郡佐紀郷、鳥貝郷の地であった。
現在の市域周辺が日本史の舞台に登場するのは、710年に都が藤原京から平城京に遷ってからのことである。その後、何度か短期間の遷都があったものの長岡京に遷る784年まで、この地が日本の中心となっていた。長岡京への遷都後も、東大寺や薬師寺、興福寺などの仏教寺院勢力がこの地域に残り、南都と呼ばれた。

### 中世
中世になってからも、興福寺が大和守護職に任じられるなど広大な荘園を有する仏教寺院勢力は依然として影響力を保持していた。むしろ大寺院の勢力は戦乱の時代においてこそ影響力が大きく、そのために何度か戦火に見舞われた。2度の大仏焼失事件（南都焼討と東大寺大仏殿の戦い）などはその象徴的な出来事といえる。
しかし、室町時代から戦国時代にかけて、他国および近在の所領も含めて在地の大和武士団が実効的な支配を行うようになったために大寺院の勢力は衰えた。

### 近世

17世紀初頭の奈良町絵図

江戸時代には江戸幕府の奈良奉行が設置されて天領として徳川家の直接支配地になった。江戸時代の寺町の雰囲気を残すのが奈良町（ならまち）である。また、現在の市域の南部は伊勢国の津藩の飛び地（古市町付近が藤堂家の領地）であった。同じく奈良市域の北東部は柳生藩の領地となっていた。

### 近代
太平洋戦争中は同じ宗教都市である京都市と共に大規模な空襲は受けなかったため、21世紀の令和現在も多くの文化遺産が残されている。
明治
- 1889年（明治22年）4月1日 - 町村制の施行により、添上郡奈良町[注釈 1]・奈良坂村・般若寺村・川上村・雑司村・水門村・春日野村・紀寺村・高畑村・京終村・肘塚村・木辻村・城戸村・油坂村・杉ヶ村・三条村・芝辻村・畠中村の区域をもって奈良町が発足。
- 1898年（明治31年）2月1日 - 添上郡奈良町が市制施行して奈良市となる。
- 1903年（明治36年）5月5日 - 市章を制定[10]。

大正
- 1923年（大正12年）4月1日 - 添上郡佐保村を編入。

### 近現代
昭和（戦前）

奈良觀光市街地圖、1936年（昭和11年）

- 1939年（昭和14年）4月1日 - 添上郡東市村の一部（大字白毫寺）を編入。
- 1940年（昭和15年）11月3日 - 生駒郡都跡村を編入。
- 1945年（昭和20年）- 奈良空襲。

昭和（戦後）
- 1951年（昭和26年）3月15日 - 添上郡大安寺村・東市村・生駒郡平城村を編入。
- 1955年（昭和30年）3月15日　この当たりから青山住宅地や学園前住宅などの住宅の整備が始まった。 - 添上郡辰市村・五ヶ谷村・帯解町・明治村・生駒郡富雄町・伏見町を編入。
- 1957年（昭和32年）9月1日 - 添上郡田原村・柳生村・大柳生村・東里村・狭川村を編入。「奈良市民の歌」を制定。
- 1977年（昭和52年）2月10日 - 市旗を制定[11]。

### 現代
平成
- 2002年（平成14年）4月1日 - 中核市に指定。
- 2005年（平成17年）4月1日 - 山辺郡都祁村・添上郡月ヶ瀬村を編入。

令和
- 2022年（令和4年）7月8日 - 大和西大寺駅前で安倍晋三元首相が市内在住の男に銃撃・殺害される事件が発生（安倍晋三銃撃事件）。
- 2025年（令和7年）3月13日 - 同市における気象警報等の発表区域（二次細分区域）が、同日13時より「奈良市西部」「奈良市東部」に分割された[12]）。

- 奈良市旗
- 奈良市章

### 市域の変遷
| 明治 22年  | 明治 29年  | 明治 31年  | 大正 12年  | 昭和 2年   | 昭和 15年  | 昭和 25年  | 昭和 26年  | 昭和 28年  | 昭和 30年 | 昭和 32年 | 昭和 43年 | 平成 3年 | 平成 17年 | 現在   |
| ---------- | ---------- | ---------- | ---------- | ---------- | ---------- | ---------- | ---------- | ---------- | --------- | --------- | --------- | -------- | --------- | ------ |
| 奈良県     |            |            |            |            |            |            |            |            |           |           |           |          |           |        |
| 添上郡     | 添上郡     | 奈良市     | 奈良市     | 奈良市     | 奈良市     | 奈良市     | 奈良市     | 奈良市     | 奈良市    | 奈良市    | 奈良市    | 奈良市   | 奈良市    | 奈良市 |
| 奈良町     |            | 奈良市     | 奈良市     | 奈良市     | 奈良市     | 奈良市     | 奈良市     | 奈良市     | 奈良市    | 奈良市    | 奈良市    | 奈良市   | 奈良市    | 奈良市 |
| 佐保村     |            |            | 奈良市     | 奈良市     | 奈良市     | 奈良市     | 奈良市     | 奈良市     | 奈良市    | 奈良市    | 奈良市    | 奈良市   | 奈良市    | 奈良市 |
| 添下郡     | 生駒郡     | 生駒郡     | 生駒郡     | 生駒郡     | 奈良市     | 奈良市     | 奈良市     | 奈良市     | 奈良市    | 奈良市    | 奈良市    | 奈良市   | 奈良市    | 奈良市 |
| 都跡村     |            |            |            |            | 奈良市     | 奈良市     | 奈良市     | 奈良市     | 奈良市    | 奈良市    | 奈良市    | 奈良市   | 奈良市    | 奈良市 |
| 添上郡     |            |            |            |            |            |            | 奈良市     | 奈良市     | 奈良市    | 奈良市    | 奈良市    | 奈良市   | 奈良市    | 奈良市 |
| 大安寺村   |            |            |            |            |            |            | 奈良市     | 奈良市     | 奈良市    | 奈良市    | 奈良市    | 奈良市   | 奈良市    | 奈良市 |
| 東市村     |            |            |            |            |            |            | 奈良市     | 奈良市     | 奈良市    | 奈良市    | 奈良市    | 奈良市   | 奈良市    | 奈良市 |
| 添下郡     | 生駒郡     | 生駒郡     | 生駒郡     | 生駒郡     | 生駒郡     | 生駒郡     | 生駒郡     | 生駒郡     | 奈良市    | 奈良市    | 奈良市    | 奈良市   | 奈良市    | 奈良市 |
| 伏見村     | 伏見村     | 伏見村     | 伏見村     | 伏見村     | 伏見村     | 伏見町     | 伏見町     | 伏見町     | 奈良市    | 奈良市    | 奈良市    | 奈良市   | 奈良市    | 奈良市 |
| 富雄村     | 富雄村     | 富雄村     | 富雄村     | 富雄村     | 富雄村     | 富雄村     | 富雄村     | 富雄町     | 奈良市    | 奈良市    | 奈良市    | 奈良市   | 奈良市    | 奈良市 |
| 添上郡     |            |            |            |            |            |            |            |            | 奈良市    | 奈良市    | 奈良市    | 奈良市   | 奈良市    | 奈良市 |
| 帯解村     | 帯解村     | 帯解村     | 帯解村     | 帯解町     | 帯解町     | 帯解町     | 帯解町     | 帯解町     | 奈良市    | 奈良市    | 奈良市    | 奈良市   | 奈良市    | 奈良市 |
| 明治村     |            |            |            |            |            |            |            |            | 奈良市    | 奈良市    | 奈良市    | 奈良市   | 奈良市    | 奈良市 |
| 五ヶ谷村   |            |            |            |            |            |            |            |            | 奈良市    | 奈良市    | 奈良市    | 奈良市   | 奈良市    | 奈良市 |
| 辰市村     |            |            |            |            |            |            |            |            | 奈良市    | 奈良市    | 奈良市    | 奈良市   | 奈良市    | 奈良市 |
| 平和村     |            |            |            |            |            |            |            |            | 奈良市    | 奈良市    | 奈良市    | 奈良市   | 奈良市    | 奈良市 |
| 田原村     |            |            |            |            |            |            |            |            |           | 奈良市    | 奈良市    | 奈良市   | 奈良市    | 奈良市 |
| 大柳生村   |            |            |            |            |            |            |            |            |           | 奈良市    | 奈良市    | 奈良市   | 奈良市    | 奈良市 |
| 柳生村     |            |            |            |            |            |            |            |            |           | 奈良市    | 奈良市    | 奈良市   | 奈良市    | 奈良市 |
| 東里村     |            |            |            |            |            |            |            |            |           | 奈良市    | 奈良市    | 奈良市   | 奈良市    | 奈良市 |
| 狭川村     |            |            |            |            |            |            |            |            |           | 奈良市    | 奈良市    | 奈良市   | 奈良市    | 奈良市 |
| 月瀬村     | 月瀬村     | 月瀬村     | 月瀬村     | 月瀬村     | 月瀬村     | 月瀬村     | 月瀬村     | 月瀬村     | 月瀬村    | 月瀬村    | 月ヶ瀬村  | 月ヶ瀬村 | 奈良市    | 奈良市 |
| 山辺郡     |            |            |            |            |            |            |            |            |           |           |           |          | 奈良市    | 奈良市 |
| 針ヶ別所村 | 針ヶ別所村 | 針ヶ別所村 | 針ヶ別所村 | 針ヶ別所村 | 針ヶ別所村 | 針ヶ別所村 | 針ヶ別所村 | 針ヶ別所村 | 都祁村*   | 都祁村*   | 都祁村*   | 都祁村*  | 奈良市    | 奈良市 |
| 都介野村   |            |            |            |            |            |            |            |            | 都祁村*   | 都祁村*   | 都祁村*   | 都祁村*  | 奈良市    | 奈良市 |

- 都祁村は平成3年に改称（平成3年までは「祁」の示偏が「示」、平成3年以降は示偏が「ネ」）

## 行政

### 市長
- 市長：仲川元庸（なかがわ もとのぶ、通称：仲川げん）（2009年7月31日 - 現在）
  - 副市長：西谷忠雄（2018年10月[13] - 現在）

#### 歴代市長
| 代 | 氏名       | 就任年月日                 | 退任年月日                 | 備考                             |
| -- | ---------- | -------------------------- | -------------------------- | -------------------------------- |
| 1  | 安元彦助   | 1898年（明治31年）2月1日   | 1898年（明治31年）4月22日  |                                  |
| 2  | 桐島祥陽   | 1898年（明治31年）4月23日  | 1898年（明治31年）7月18日  |                                  |
| 3  | 大森吉兵衛 | 1898年（明治31年）9月2日   | 1902年（明治35年）1月13日  |                                  |
| 4  | 李田登太   | 1902年（明治35年）4月9日   | 1905年（明治38年）3月16日  |                                  |
| 5  | 松井元淳   | 1905年（明治38年）4月29日  | 1908年（明治41年）2月20日  |                                  |
| 6  | 木本源吉   | 1908年（明治41年）4月2日   | 1911年（明治44年）10月13日 |                                  |
| 7  | 西庄久和   | 1911年（明治44年）11月22日 | 1919年（大正8年）5月26日   |                                  |
| 8  | 佐川福太郎 | 1919年（大正8年）7月22日   | 1925年（大正14年）3月10日  |                                  |
| 9  | 大国弘吉   | 1925年（大正14年）8月12日  | 1929年（昭和4年）8月11日   |                                  |
| 10 | 森田宇三郎 | 1929年（昭和4年）8月29日   | 1933年（昭和8年）8月28日   |                                  |
| 11 | 石原善三郎 | 1933年（昭和8年）9月25日   | 1937年（昭和12年）9月24日  |                                  |
| 12 | 松井貞太郎 | 1937年（昭和12年）10月8日  | 1939年（昭和14年）10月9日  |                                  |
| 13 | 瀧清麻吉   | 1939年（昭和14年）10月14日 | 1945年（昭和20年）12月10日 | 助役経験者                       |
| 14 | 石川清蔵   | 1946年（昭和21年）6月24日  | 1946年（昭和21年）11月16日 | 助役経験者                       |
| 15 | 片岡安太郎 | 1947年（昭和22年）4月6日   | 1951年（昭和26年）4月5日   | 助役経験者                       |
| 16 | 高椋正次   | 1951年（昭和26年）4月24日  | 1967年（昭和42年）4月30日  |                                  |
| 17 | 鍵田忠三郎 | 1967年（昭和42年）5月1日   | 1980年（昭和55年）9月6日   |                                  |
| 18 | 木山弘     | 1980年（昭和55年）9月28日  | 1984年（昭和59年）9月27日  | 収入役・助役経験者。三重県出身。 |
| 19 | 西田栄三   | 1984年（昭和59年）9月28日  | 1992年（平成4年）9月27日   | 助役経験者                       |
| 20 | 大川靖則   | 1992年（平成4年）9月28日   | 2004年（平成16年）9月27日  | 収入役・助役経験者               |
| 21 | 鍵田忠兵衛 | 2004年（平成16年）9月28日  | 2005年（平成17年）7月13日  |                                  |
| 22 | 藤原昭     | 2005年（平成17年）7月31日  | 2009年（平成21年）7月30日  |                                  |
| 23 | 仲川元庸   | 2009年（平成21年）7月31日  |                            | 現職                             |

### 市庁
1889年（明治22年） 町村制施行により奈良町が発足、役場が東寺林町の柳生藩邸跡に置かれた。市制施行以降も1977年（昭和52年）まで同地に庁舎があった。同年2月11日に二条大路南1丁目の現庁舎へ移転した。奈良市では市役所を「奈良市庁」と称する。

### 市の機関
- 奈良市企業局（奈良市法華寺町264番地1）  市内の上下水道を担う。
  - 緑ヶ丘浄水場（奈良市奈良阪町）
- 奈良市消防局（八条五丁目404番地の1、南消防署と同居）
  - 中央消防署（西木辻町43番地の1）
  - 南消防署（八条五丁目404番地の1）
  - 西消防署（鶴舞西町1番19号）
  - 北消防署（右京2丁目1番地の1） 令和2年11月1日より、先端屈折式30ｍ級はしご付消防自動車を京都府の相楽中部消防組合と共同運用している。
  - 東消防署（針町647番地の1）
  - 消防音楽隊
  - 奈良市消防団
  - 女性消防クラブ
  - ジュニア消防クラブ

- 市立奈良病院（東紀寺町1丁目50-1） 旧国立奈良病院。公益社団法人地域医療振興協会が以下の診療所とともに指定管理者として管理を行う。
- 奈良市立柳生診療所（邑地町2786-1）
- 奈良市立田原診療所（横田町336-1）
- 奈良市立月ヶ瀬診療所（月ヶ瀬尾山2790）
- 奈良市立都祁診療所（都祁白石町1084）
- 奈良市立興東診療所（大柳生町4254番地）
- 奈良市立看護専門学校（紀寺町371番地2） 市立私立奈良病院には隣接せず、徒歩5分程の場所に位置している。地域医療振興協会が教育業務を受託

## 議会

### 奈良県議会
- 選挙区：奈良市・山辺郡選挙区
- 定数：11人

### 衆議院
奈良県第1区
- 選挙区：奈良1区（奈良市（旧都祁村域を除く）、生駒市）
- 投票日：2021年10月31日
- 当日有権者数：395,066人
- 投票率：61.30％

| 当落 | 候補者名 | 年齢 | 所属党派     | 新旧別 | 得票数   | 重複 |
| ---- | -------- | ---- | ------------ | ------ | -------- | ---- |
| 当   | 馬淵澄夫 | 61   | 立憲民主党   | 前     | 93,050票 | ○    |
| 比当 | 小林茂樹 | 57   | 自由民主党   | 前     | 83,718票 | ○    |
| 比当 | 前川清成 | 58   | 日本維新の会 | 新     | 62,000票 | ○    |

奈良県第2区
- 選挙区：奈良2区（奈良市（旧都祁村域）、大和郡山市、天理市、香芝市、山辺郡、生駒郡、磯城郡、北葛城郡）
- 投票日：2021年10月31日
- 当日有権者数：383,875人
- 投票率：58.69％

| 当落 | 候補者名 | 年齢 | 所属党派   | 新旧別 | 得票数    | 重複 |
| ---- | -------- | ---- | ---------- | ------ | --------- | ---- |
| 当   | 高市早苗 | 60   | 自由民主党 | 前     | 141,858票 | ○    |
|      | 猪奥美里 | 41   | 立憲民主党 | 新     | 54,326票  | ○    |
|      | 宮本次郎 | 46   | 日本共産党 | 新     | 23,285票  |      |

## 姉妹都市・提携都市

### 国内
姉妹都市
- 郡山市（福島県）- 1971年（昭和46年）8月5日提携
- 小浜市（福井県）- 1971年（昭和46年）11月7日提携
- 太宰府市（福岡県）- 2002年（平成14年）6月27日提携
- 宇佐市（大分県）- 2004年（平成16年）7月30日提携
- 多賀城市（宮城県）- 2010年（平成22年）2月6日提携

その他
- 全国門前町サミット - 全国の神社仏閣を中心に発展してきた門前町を有する自治体・観光協会・商業関係者などが集まり地域活性、街作り推進のため開催する会議。

### 国外
- 慶州市（大韓民国慶尚北道）- 1970年（昭和45年）4月15日締結
- トレド（スペインカスティーリャ＝ラ・マンチャ州トレド県）- 1972年（昭和47年）9月11日締結
- 西安市（中華人民共和国陝西省）- 1974年（昭和49年）2月1日締結
- ヴェルサイユ（フランス共和国イヴリーヌ県）- 1986年（昭和61年）11月14日締結
- キャンベラ（オーストラリア連邦首都特別地域 (ACT)）- 1993年（平成5年）10月26日締結
- 揚州市（中華人民共和国江蘇省）- 2010年（平成22年）5月23日締結
- サマルカンド（ウズベキスタンサマルカンド州）- 2022年（令和4年）10月18日締結

## 経済
奈良市は県庁所在地であるため国の機関や各種金融機関、大企業の支店が集積し、多くは近鉄奈良駅や新大宮駅の周辺に集中している。奈良市に本社を置く企業には南都銀行や、県内でバス事業を展開する奈良交通がある。また、奈良県一円に鉄道網や百貨店、不動産などの関連事業を展開する近畿日本鉄道（近鉄）及び近鉄グループも奈良市の経済に大きな影響力を持ち、グループ企業である奈良交通とともに観光産業と密接な関係を持っている。
年間観光客数は約1400万人に及ぶが、近年の奈良観光は修学旅行を含め京都市や大阪市の宿泊先から日帰りで行われることが多く、宿泊施設は部屋数・稼働率とも全国的にみて低い。
大規模商業施設はならファミリー（近鉄百貨店）、パラディ、ミ・ナーラがあり、高の原駅前、学研奈良登美ヶ丘駅前ではイオンモールが営業している。また、大和郡山市には、奈良市との市境に接する形で営業しているショッピングモールが存在する。市内の商店街に東向商店街、もちいどのセンター街、小西さくら通り商店街などがある。飲食店などは近鉄奈良駅・JR奈良駅周辺、三条通り、新大宮駅周辺に多く、学園前や押熊の幹線道路沿いにも各種店舗が立地している。
筆・墨などの伝統地場産業が存続しているが、経済的な規模は大きくない。市内南部に大和ハウス工業や積水化学工業、スケーター、第一化工などハウスメーカーやプラスチック製品企業の大型工場が稼働している。
郊外住宅地の開発は戦前から行われていたが、1950年以降、学園前駅を中心とした平城宮跡以西の地域において、近鉄グループを中心とした民間企業主導の宅地開発が本格化した。1972年には市北端の 平城山丘陵にて、日本住宅公団 が関西で初期に手掛けた大規模ニュータウンである 平城・相楽ニュータウンへの入居が始まった。その後も市の郊外一円で宅地開発が進み、特に近鉄奈良線や近鉄けいはんな線 、近鉄京都線沿線は大阪市のベッドタウンとなっているため大阪市への通勤・通学者（いわゆる奈良府民）が多い。
2010年に開催された平城遷都1300年祭を機にJR奈良駅周辺連続立体交差事業が行われ、市内の景観は1988年のなら・シルクロード博覧会以降大きく変化した。同時期に平城宮跡第一次大極殿の復原、薬師寺や興福寺における伽藍復元などの文化財整備も行われた。その後も、2020年東京オリンピック、2025年大阪・関西万博、2037年に予定されるリニア中央新幹線全線開業などに伴う観光需要の増加を見込み、市内各地で宿泊施設の整備が進んでいる。

### 本社を置く主要企業
- 呉竹
- 小山 (企業)
- スケーター (企業)
- DMG森精機
- 中川政七商店
- 奈良交通
- 奈良テレビ
- 奈良県農業協同組合
- 南都銀行

## 国家機関
- 宮内庁　正倉院事務所
- 総務省　奈良行政監視行政相談センター

奈良地方裁判所

- 法務省　奈良地方法務局、奈良保護観察所、奈良公安事務所、奈良少年刑務所、奈良少年院、奈良少年鑑別所、奈良地方検察庁、大阪出入国在留管理局奈良出張所
- 財務省　近畿財務局奈良財務事務所、奈良税務署
- 文部科学省　奈良文化財研究所、奈良国立博物館
- 厚生労働省　奈良労働局・奈良労働基準監督署
  - 日本年金機構　奈良年金事務所
- 国土交通省　奈良国道事務所、奈良地方気象台
- 防衛省　自衛隊奈良地方協力本部、航空自衛隊奈良基地（航空自衛隊幹部候補生学校）
- 奈良地方裁判所
- 奈良家庭裁判所
- 奈良簡易裁判所

## 地域

### 人口
2000年の国勢調査で37万4944人を記録して以降は減少傾向となっている。
| |                                        |  |
| 奈良市と全国の年齢別人口分布（2005年） | 奈良市の年齢・男女別人口分布（2005年） |  |
| ■紫色 ― 奈良市 ■緑色 ― 日本全国 | ■青色 ― 男性 ■赤色 ― 女性              |  |
| 奈良市（に相当する地域）の人口の推移 \| 1970年（昭和45年） \| 215,642人 \| \| \| 1975年（昭和50年） \| 265,040人 \| \| \| 1980年（昭和55年） \| 305,614人 \| \| \| 1985年（昭和60年） \| 335,468人 \| \| \| 1990年（平成2年） \| 357,178人 \| \| \| 1995年（平成7年） \| 368,039人 \| \| \| 2000年（平成12年） \| 374,944人 \| \| \| 2005年（平成17年） \| 370,102人 \| \| \| 2010年（平成22年） \| 366,591人 \| \| \| 2015年（平成27年） \| 360,310人 \| \| \| 2020年（令和2年） \| 354,630人 \| \| |                                        |  |
| 総務省統計局 国勢調査より |                                        |  |
| 1970年（昭和45年） | 215,642人                              |  |
| 1975年（昭和50年） | 265,040人                              |  |
| 1980年（昭和55年） | 305,614人                              |  |
| 1985年（昭和60年） | 335,468人                              |  |
| 1990年（平成2年） | 357,178人                              |  |
| 1995年（平成7年） | 368,039人                              |  |
| 2000年（平成12年） | 374,944人                              |  |
| 2005年（平成17年） | 370,102人                              |  |
| 2010年（平成22年） | 366,591人                              |  |
| 2015年（平成27年） | 360,310人                              |  |
| 2020年（令和2年） | 354,630人                              |  |

- データ出典　奈良県統計課の調査による各年10月1日の人口。2005年に月ヶ瀬村と都祁村を編入し市域が拡大した。

### 県の機関
- 奈良県庁
- 奈良県総合医療センター

## 教育

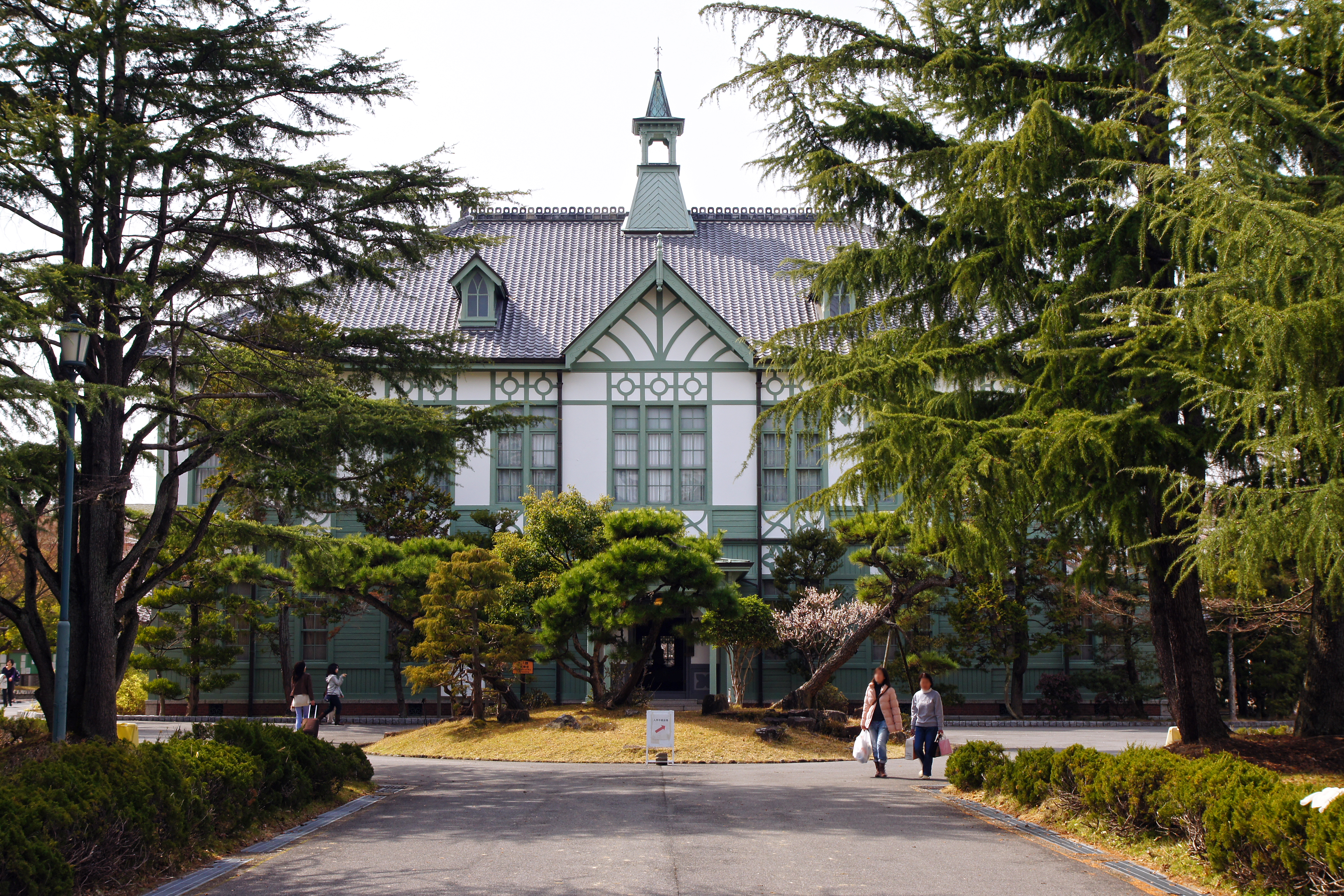
奈良女子大学旧本館

### 大学・短期大学
国立
（国立大学法人奈良国立大学機構が以下の二校を設置）
- 奈良女子大学
- 奈良教育大学

県立
- 奈良県立大学

私立
- 奈良大学
- 近畿大学 農学部キャンパス
- 帝塚山大学
- 奈良学園大学 登美ヶ丘キャンパス
- 奈良佐保短期大学

### 高等学校
県立
- 奈良県立奈良高等学校
- 奈良県立高円芸術高等学校
- 奈良県立奈良商工高等学校
- 奈良県立山辺高等学校
- 奈良県立国際高等学校※中高併設

市立
- 奈良市立一条高等学校

その他公立
- 奈良県立大学附属高等学校（設置者は、公立大学法人奈良県立大学）

私立
- 育英西高等学校
- 鹿島学園高等学校奈良キャンパス
- クラーク記念国際高等学校奈良キャンパス
- 第一学院高等学校奈良キャンパス
- 帝塚山高等学校
- 東大寺学園高等学校
- 奈良育英高等学校
- 奈良学園登美ヶ丘高等学校
- 奈良女子高等学校
- 奈良大学附属高等学校

廃校・統合（平成以降のみ）
- 天理女子学院高等学校 - 2003年3月閉校。
- 奈良県立富雄高等学校 - 2005年4月に北大和高等学校（生駒市）と併合し、奈良北高等学校（生駒市）が開校。2007年3月閉校。
- 奈良県立奈良工業高等学校 - 2007年4月に奈良商業高等学校と統合し、奈良朱雀高等学校が開校。2009年3月閉校。
- 奈良県立奈良商業高等学校 - 2007年4月に奈良工業高等学校と統合し、奈良朱雀高等学校が開校。2009年3月閉校。
- 奈良県立登美ケ丘高等学校 - 2020年4月、同じ敷地内に国際高等学校が新規開校したため、2022年3月閉校。
- 奈良県立平城高等学校 - 2022年3月閉校。
- 奈良県立高円高等学校 - 2021年4月、同じ敷地内に高円芸術高等学校が新規開校したため、2023年3月に閉校。
- 奈良県立西の京高等学校 - 2022年4月、同じ敷地内に奈良県立大学附属高等学校が新規開校したため、2023年3月に閉校。

### 中等教育学校
- 国立奈良女子大学附属中等教育学校※男女共学

### 中学校
国立
- 奈良教育大学附属中学校

県立
- 奈良県立国際中学校※中高併設

市立
- 奈良市立飛鳥中学校
- 奈良市立春日中学校
- 奈良市立京西中学校
- 奈良市立興東館柳生中学校
- 奈良市立田原中学校
- 奈良市立月ヶ瀬中学校
- 奈良市立都祁中学校
- 奈良市立登美ヶ丘中学校
- 奈良市立登美ヶ丘北中学校
- 奈良市立富雄中学校
- 奈良市立富雄南中学校
- 奈良市立富雄第三中学校
- 奈良市立都南中学校
- 奈良市立二名中学校
- 奈良市立伏見中学校
- 奈良市立平城中学校
- 奈良市立平城東中学校
- 奈良市立平城西中学校
- 奈良市立三笠中学校
- 奈良市立都跡中学校
- 奈良市立若草中学校
- 奈良市立一条高等学校附属中学校

私立
- 育英西中学校
- 帝塚山中学校
- 東大寺学園中学校
- 奈良育英中学校
- 奈良学園登美ヶ丘中学校
- 奈良女子中学校※休校中

【廃校：平成以降のみ】
- 正強中学校

### 小学校
国立
- 奈良教育大学附属小学校
- 奈良女子大学附属小学校

市立
- 奈良市立飛鳥小学校
- 奈良市立あやめ池小学校
- 奈良市立右京小学校
- 奈良市立大宮小学校
- 奈良市立大柳生小学校
- 奈良市立帯解小学校
- 奈良市立鼓阪小学校
- 奈良市立鼓阪北小学校
- 奈良市立西大寺北小学校
- 奈良市立佐保小学校
- 奈良市立佐保川小学校
- 奈良市立佐保台小学校
- 奈良市立左京小学校
- 奈良市立済美小学校
- 奈良市立済美南小学校
- 奈良市立神功小学校
- 奈良市立朱雀小学校
- 奈良市立青和小学校
- 奈良市立大安寺小学校
- 奈良市立大安寺西小学校
- 奈良市立辰市小学校
- 奈良市立田原小学校
- 奈良市立月ヶ瀬小学校
- 奈良市立椿井小学校
- 奈良市立都祁小学校
- 奈良市立鶴舞小学校
- 奈良市立東市小学校
- 奈良市立富雄第三小学校
- 奈良市立富雄南小学校
- 奈良市立富雄北小学校
- 奈良市立登美ヶ丘小学校
- 奈良市立鳥見小学校
- 奈良市立二名小学校
- 奈良市立東登美ヶ丘小学校
- 奈良市立伏見小学校
- 奈良市立伏見南小学校
- 奈良市立平城小学校
- 奈良市立平城西小学校
- 奈良市立都跡小学校
- 奈良市立三碓小学校
- 奈良市立明治小学校
- 奈良市立柳生小学校
- 奈良市立六条小学校

私立
- 近畿大学附属小学校
- 帝塚山小学校
- 奈良育英小学校
- 奈良学園小学校

## 通信

### 電話
- 奈良市の電話番号の市外局番は奈良第1MAである「0742」で、都祁地区および月ヶ瀬地区は奈良第2MAである「0743」を使用しているが、奈良第1MAと奈良第2MAは同一市内扱いとなっているため、市内料金が適用される。旧奈良市域は1982年に市外局番が統一された。
- 上記のほかの奈良第2MAの地域は、大和郡山市、天理市、生駒市、山添村および京都府相楽郡の笠置町と南山城村、大阪府四條畷市田原台地区であり、奈良第2MAからは市外局番なしで通話可能、また奈良第1MAからも市外局番が必要であるが市内料金で通話できる。

### 郵便
- 日本郵便株式会社
  - 奈良中央郵便局（大宮町）
  - 奈良西郵便局（学園北）
  - 須川郵便局（須川町）
  - 柳生郵便局（柳生下町）
  - 茗荷郵便局（茗荷町）
  - 針ケ別所郵便局（針ケ別所町）

以上は集配局
※奈良市内の郵便番号は以下の通り。
- 「630-80xx」「630-81xx」「630-82xx」「630-83xx」「630-84xx」＝奈良市中心部・青山・尼ヶ辻・西の京・神殿・古市・帯解地区など。奈良中央局の集配担当。
- 「631-00xx」「631-08xx」＝西大寺・あやめ池・学園前・富雄・登美ヶ丘・高の原地区など。奈良西局の集配担当。
- 「630-11xx」＝須川・狭川地区など。須川局の集配担当。
- 「630-12xx」＝柳生地区など。柳生局の集配担当。
- 「630-21xx」＝水間・田原地区など。茗荷局の集配担当。
- 「630-23xx」＝旧添上郡月ヶ瀬村域。波多野局（山添村）の集配担当。
- 「632-01xx」＝旧山辺郡都祁村域、おおむね名阪国道より北側の地域。針ケ別所局の集配担当。
- 「632-02xx」＝旧都祁村域、おおむね名阪国道より南側の地域。染田局（宇陀市）の集配担当。

## 交通

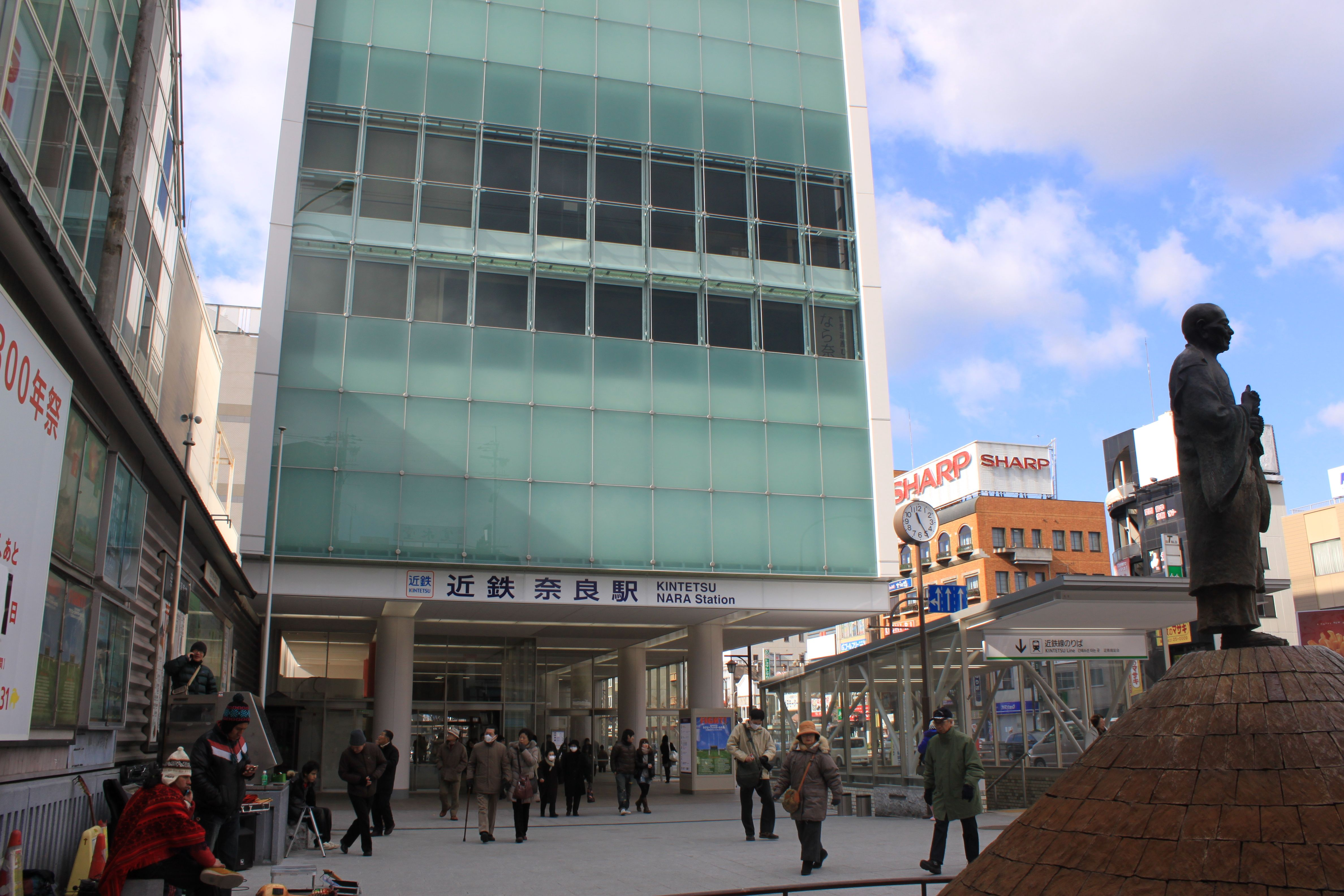
近鉄奈良駅

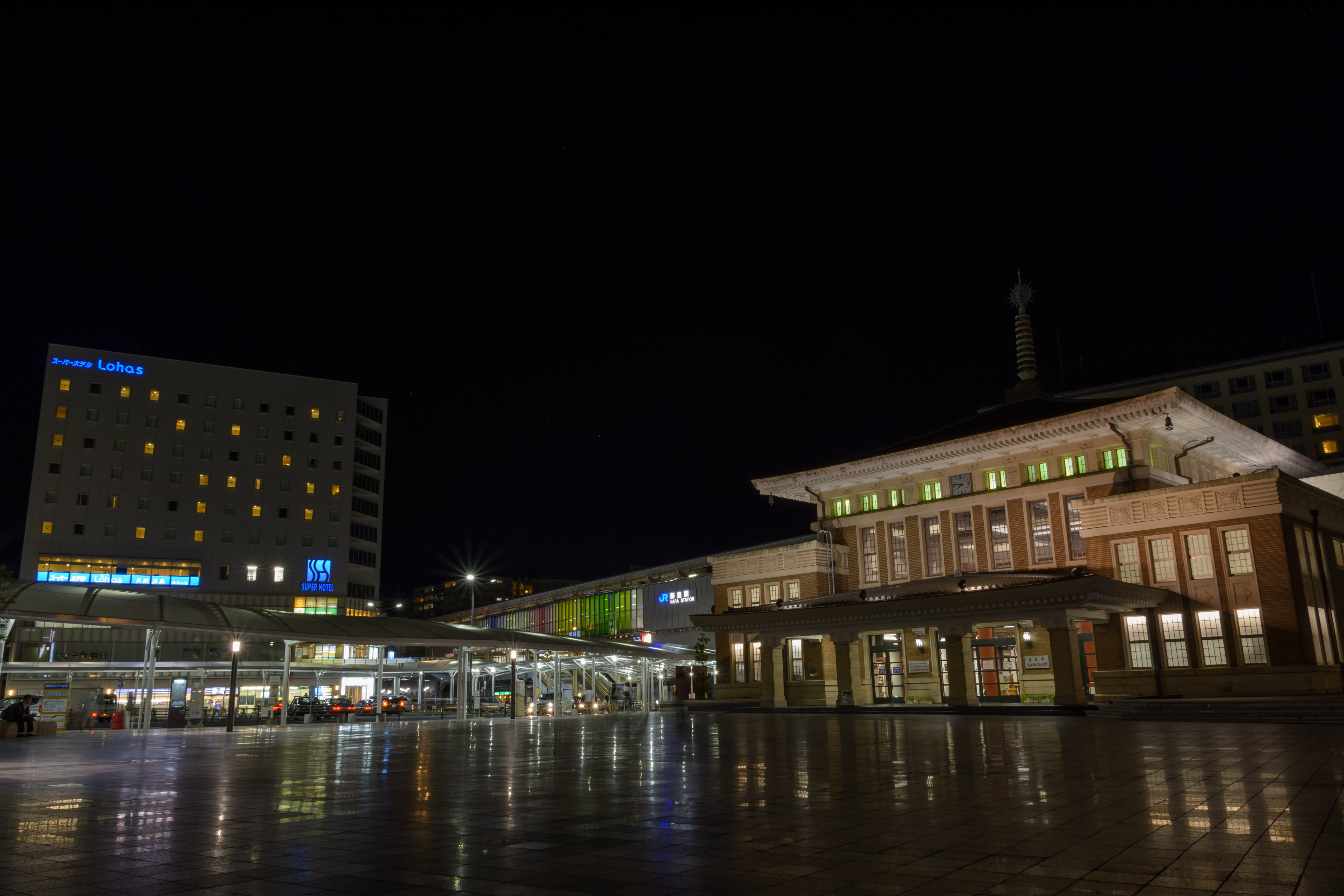
JR奈良駅

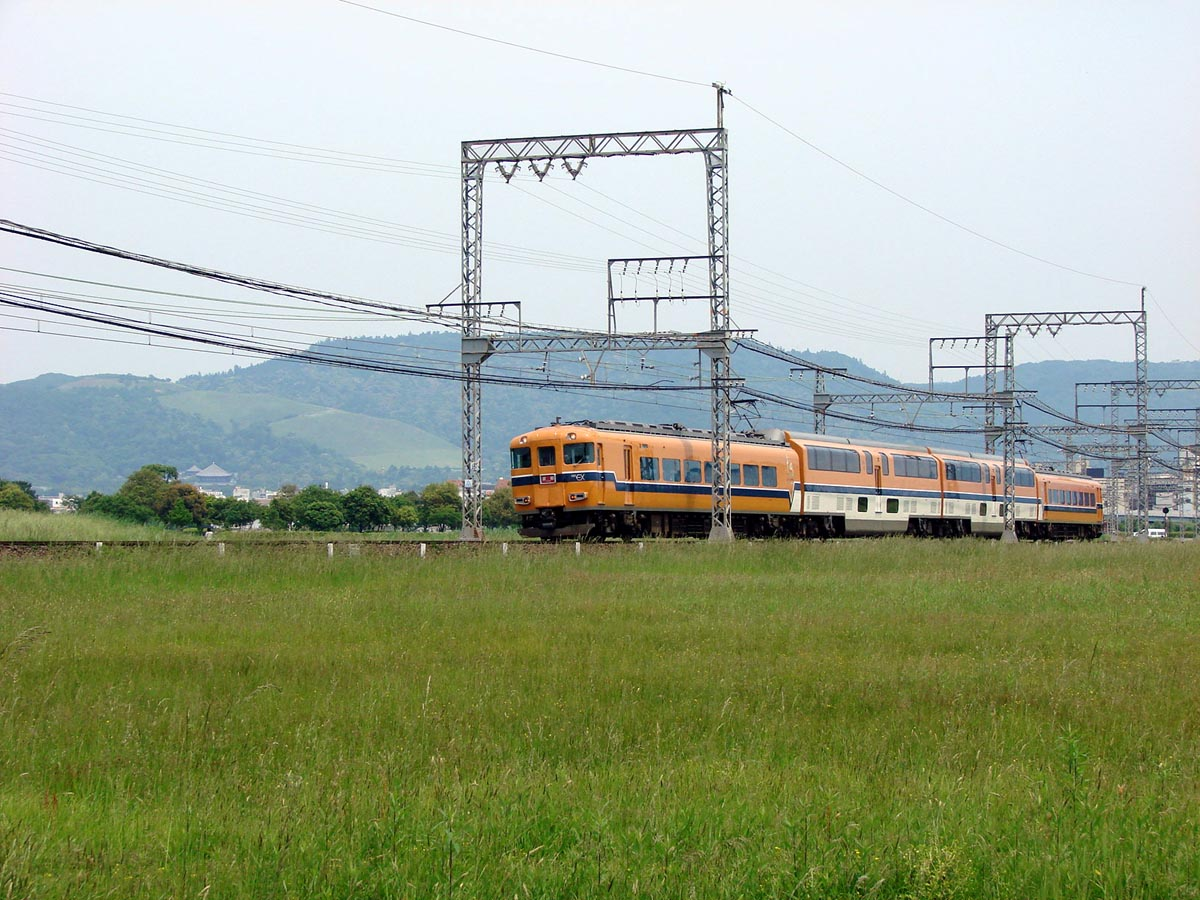
若草山・東大寺を背景に平城宮跡を通る近鉄特急

鉄道では、JR西日本が収める地域は少なく、西部の住宅地の通勤需要は専ら近鉄が担っている。市内の道路は交通量に比べて狭い道路が数多く見られ、休日には慢性的に渋滞が発生する。 47都道府県庁所在都市で唯一高速自動車国道がないが、一般有料道路（第二阪奈道路）で大阪都心部に接続する。また、長年ルート策定が難航していた市内を通る京奈和自動車道（一般国道24号バイパス）の工事が2019年に着手された。
- 奈良市に最も近い空港は大阪国際空港（伊丹空港）
- 奈良市に最も近い国際空港は関西国際空港

### 鉄道
- 中心となる駅：近鉄奈良駅、JR奈良駅

JTB時刻表によると、中心駅はJR奈良駅とされているが、近鉄奈良駅の方が奈良公園などの主要な観光地に近く、乗降人員も近鉄奈良駅の方が多い。両駅は直線距離で約900m離れている。
- 市役所の最寄駅：新大宮駅
- 近畿地方の都道府県庁所在地では津市とともに路面電車が一度も存在しなかった都市である。ただし、かつて近鉄奈良線は油阪駅（現在は廃止）から近鉄奈良駅までの800mが併用軌道だった。

#### 西日本旅客鉄道（JR西日本）
- 関西本線（大和路線）
  - 平城山駅 - 奈良駅

大和路線は大和路快速・区間快速が大阪環状線経由で大阪駅方面へ直通する。朝・夕方のみおおさか東線を経由し新大阪駅へ向かう直通快速がある。
- 桜井線（万葉まほろば線）
  - 奈良駅 - 京終駅 - 帯解駅

上記に加えて、木津駅（京都府木津川市）を終点とする奈良線も同駅へ乗り入れる全列車が関西本線を経由して奈良駅へ乗り入れる。
※通常ダイヤにおいて、特急などの乗車券の他に別料金が必要な優等列車が走っていない。特に奈良県はJRの鉄道路線がある46都道府県で「JRの特急列車（旅客列車／定期列車）が1本も走らない」唯一の都道府県でもあり、さらに2006年3月18日のダイヤ改正で急行「かすが」が廃止されると同じく46都道府県で「JRの優等列車（同上）が1本も走らない」唯一の都道府県となったが、2024年3月より平日限定で特急「らくラクやまと」が運転を開始したことにより、18年ぶりにJRの定期特急・急行列車が復活したほか、民営化後では初のJR定期特急となった。また同じく急行「かすが」の廃止以降は奈良県内のJR線では気動車による旅客列車（定期列車）が1本も走っていない。

#### 近畿日本鉄道
近鉄特急が市内から大阪、京都、橿原、伊勢志摩の各方面を結んでおり、特に東海道新幹線との連絡輸送を担う京都行きの特急は高頻度で運行されている。
- A近鉄奈良線
  - 富雄駅 - 学園前駅 - 菖蒲池駅 - 大和西大寺駅 - 新大宮駅 - 近鉄奈良駅

近鉄奈良線は阪神電気鉄道との相互直通運転により、近鉄奈良駅から尼崎駅・神戸三宮駅まで運行する。
- B近鉄京都線
  - 高の原駅 - 平城駅 - 大和西大寺駅

近鉄京都線は京都市営地下鉄烏丸線との相互直通運転により、近鉄奈良駅から国際会館駅まで運行する。
- B近鉄橿原線
  - 大和西大寺駅 - 尼ヶ辻駅 - 西ノ京駅
- C近鉄けいはんな線
  - 学研奈良登美ヶ丘駅

近鉄けいはんな線はOsaka Metro中央線との相互直通運転により、学研奈良登美ヶ丘駅から夢洲駅まで運行する。

### バス
- 奈良交通
- ぐるっとバス（奈良県県土マネジメント部道路建設課が運行）
- エヌシーバス
- 三重交通
  - 旧月ヶ瀬村域の桃香野（ももがの）地区から上野市駅方面への路線がある。
- きのつバス
  - 京都府木津川市のコミュニティバスが高の原駅に乗り入れる。

#### 高速バス
- 太字は奈良市内の停車地
- 長期運休中の路線は除く

| 愛称名                             | 運行会社                | 運行区間                                                                                  | 昼/夜行 |
| ---------------------------------- | ----------------------- | ----------------------------------------------------------------------------------------- | ------- |
| シルクライナー                     | 日本中央バス            | 前橋市・高崎市・藤岡市 - JR奈良駅                                                         | 夜行    |
| グランドリーム                     | 西日本JRバス JRバス関東 | TDL・東京（東京駅八重洲南口・バスタ新宿） - JR奈良駅                                      | 夜行    |
| 青春エコドリーム                   | 西日本JRバス JRバス関東 | 東京（東京駅八重洲南口・バスタ新宿） - JR奈良駅                                           | 夜行    |
| ドリームスリーパー東京・大阪奈良号 | 奈良交通 関東バス       | 東京（バスタ新宿） - 大和西大寺駅・JR奈良駅                                               | 夜行    |
| ナイトライナー                     | 東京富士交通            | 東京（バスタ新宿・BT東京八重洲）・横浜市（YCAT） - JR奈良駅                               | 夜行    |
| やまと号                           | 奈良交通                | 東京（バスタ新宿） - 大和高原都祁                                                         | 夜行    |
| （愛称名なし）                     | 奈良交通                | 名古屋市（名鉄BC） - 大和高原都祁・近鉄奈良駅・JR奈良駅                                   | 昼行    |
| （愛称名なし）                     | 奈良交通                | 関西国際空港 - 大和西大寺駅・奈良県コンベンションセンター・JR奈良駅                       | 昼行    |
| （愛称名なし）                     | 奈良交通                | 大阪国際空港 - 大和西大寺駅・奈良県コンベンションセンター・新大宮駅・近鉄奈良駅・JR奈良駅 | 昼行    |

### 道路

#### 高速道路
- E25 名阪国道 - 高速自動車国道に並行する一般国道自動車専用道路（一般国道25号バイパス）。近畿自動車道名古屋大阪線の一部を構成する。無料。
  - 23 小倉IC・24 針IC/道の駅針T・R・S/針ICBS・25 一本松IC・高峰SA・27 五ヶ谷IC
- E24 京奈和自動車道 - 国土交通大臣指定に基づく高規格幹線道路（一般国道24号バイパス）。奈良市を縦貫する大和北道路が事業中。
  - 奈良北IC・奈良IC
- E92 第二阪奈道路 - 地域高規格道路（一般国道163号バイパス）。阪神高速13号東大阪線に直結する。
  - 4 中町IC・5 宝来IC

奈良市内を通過する第二阪奈道路、名阪国道、事業中の京奈和自動車道はいずれも高速自動車国道ではなく一般国道自動車専用道路であり、奈良市内には47都道府県庁所在都市で唯一高速自動車国道が存在しない。周辺には西名阪自動車道の郡山ICと天理ICがある。

#### 一般国道

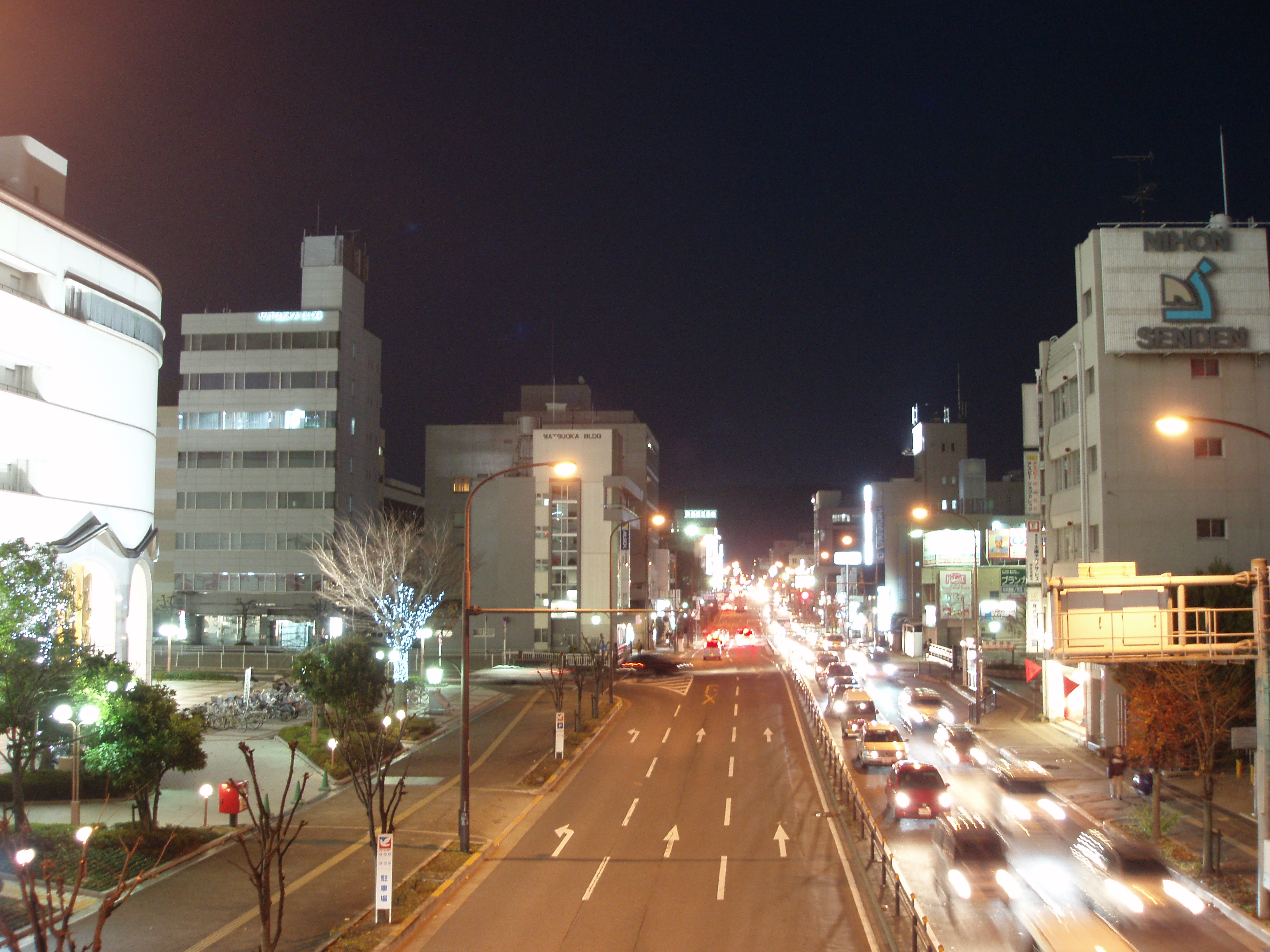
奈良市内の国道369号

- 国道24号
- 国道25号
- 国道169号
- 国道308号
- 国道369号
- 国道370号（369号重複）

#### 主要地方道
- 阪奈道路（奈良県道1号奈良生駒線）
- 京都府道・奈良県道4号笠置山添線
- 大阪府道・奈良県道7号枚方大和郡山線
- 奈良県道9号奈良大和郡山斑鳩線
- 奈良県道25号月瀬針線
- 奈良県道28号吉野室生寺針線
- 奈良県道・京都府道33号奈良笠置線
- 奈良県道38号桜井都祁線
- 奈良県道41号奈良大和郡山線
- 奈良県道・京都府道44号奈良加茂線
- 奈良県道・京都府道47号天理加茂木津線
- 奈良県道51号天理環状線
- 奈良県道・京都府道52号奈良精華線
- 奈良県道・三重県道80号奈良名張線
- 三重県道・奈良県道・京都府道82号上野南山城線

#### 一般県道
- 奈良県道104号谷田奈良線
- 奈良県道122号京終停車場薬師寺線
- 奈良県道127号北野吐山線
- 奈良県道172号大保邑地線
- 奈良県道173号下狭川阪原線
- 奈良県道176号山陵佐紀線
- 奈良県道183号日笠東金坊線
- 奈良県道184号須山西狭川線
- 奈良県道186号福住矢田原線
- 奈良県道187号福住上三橋線
- 奈良県道188号高畑山線
- 奈良県道214号月瀬三ケ谷線
- 奈良県道245号助命下荻線
- 奈良県道246号馬場針ケ別所小倉線
- 奈良県道249号大和郡山環状線
- 奈良県道266号奈良西の京斑鳩自転車道線
- 大阪府道・奈良県道702号大阪枚岡奈良線
- 京都府道・奈良県道751号木津平城線
- 京都府道・奈良県道752号高田東鳴川線
- 奈良県道・京都府道753号月ヶ瀬今山線
- 京都府道・奈良県道754号木津横田線
- 奈良県道・三重県道781号都祁名張線

#### 道の駅
- クロスウェイなかまち
- 針T・R・S

#### 幹線市道
- 三条通り
- やすらぎの道
- ならやま大通り

#### 民間有料道路
- 奈良奥山ドライブウェイ

### 空港
- 奈良県ヘリポート

## 観光

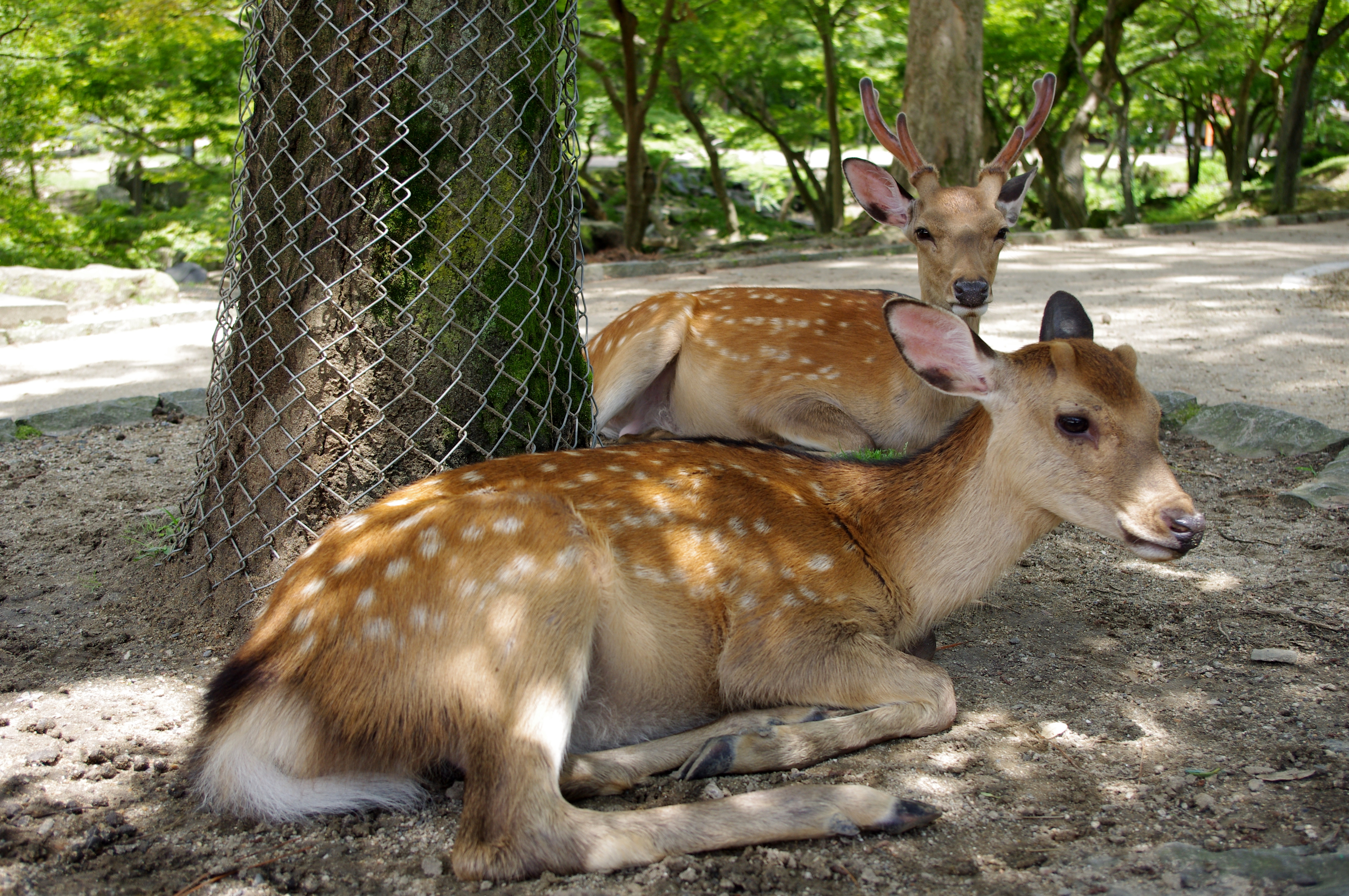
奈良公園の鹿

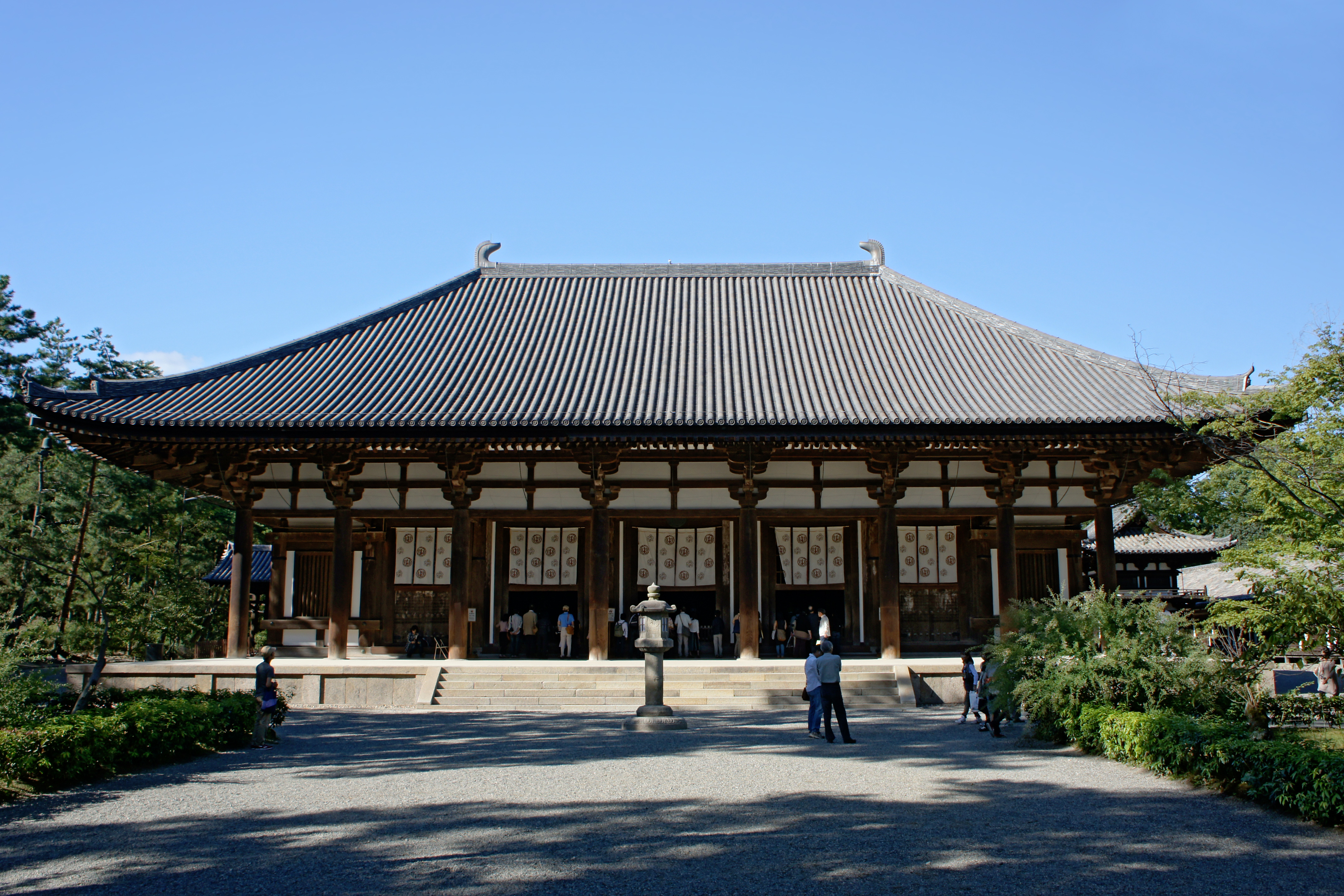
唐招提寺金堂

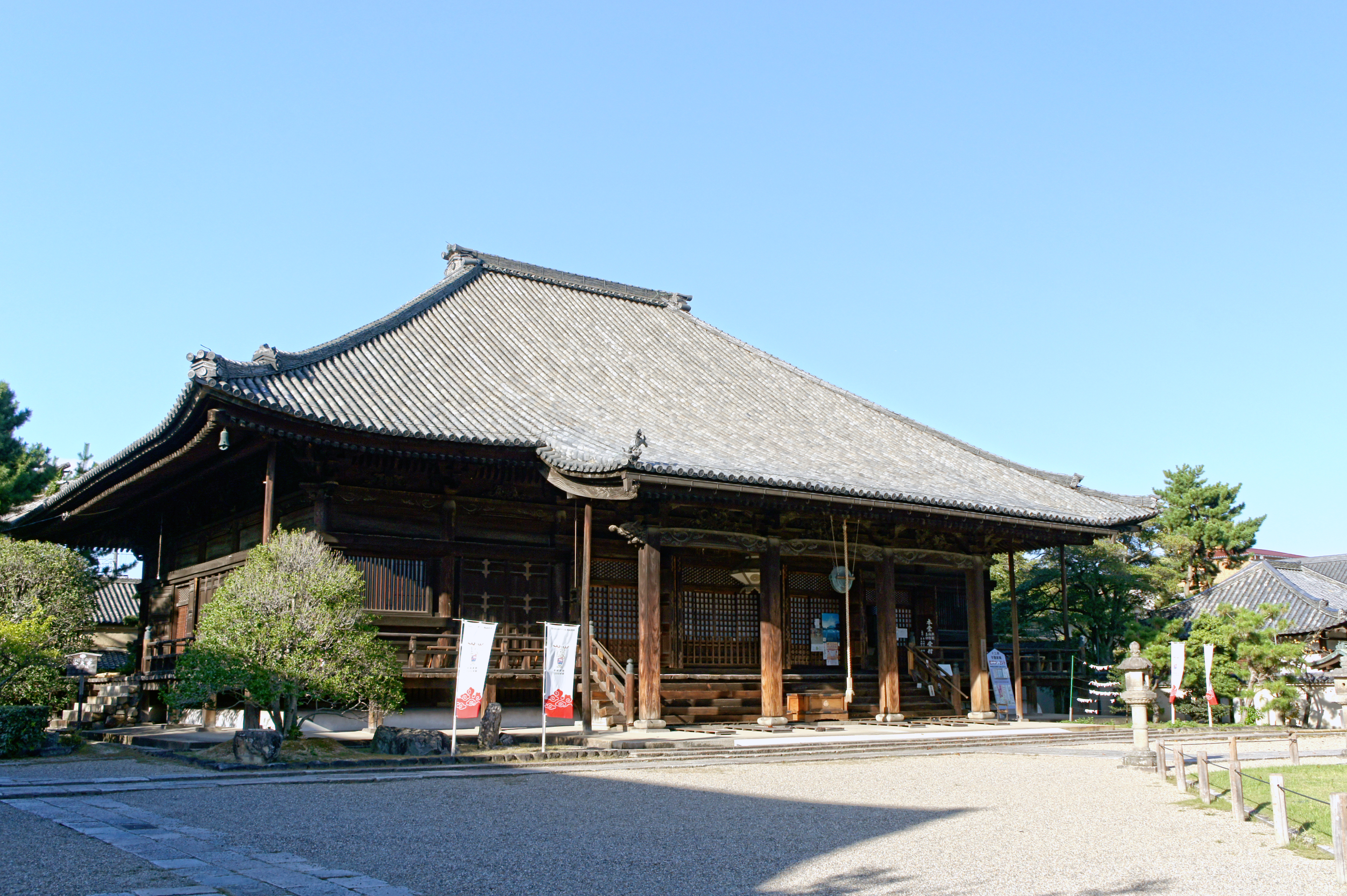
西大寺本堂

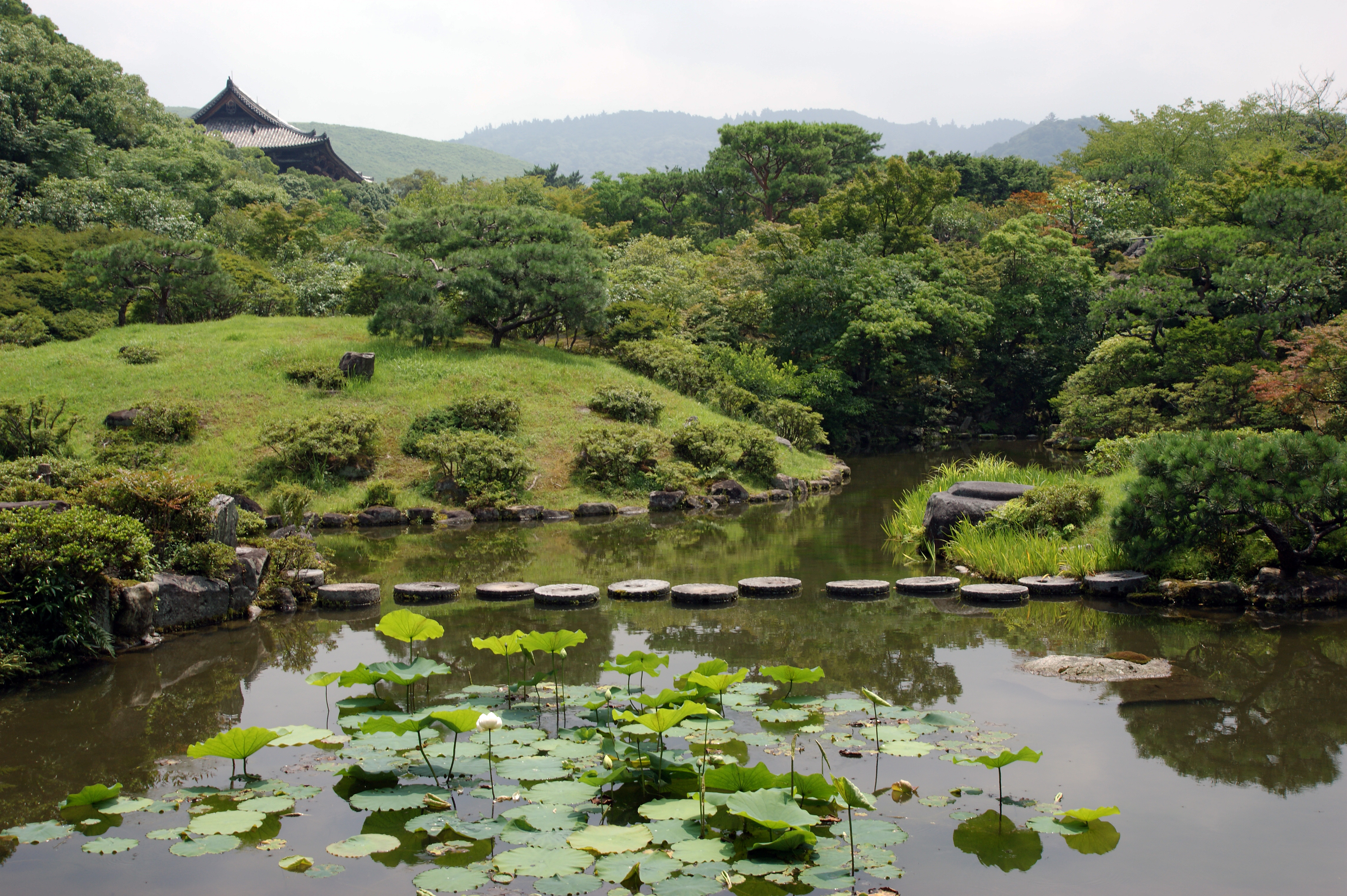
依水園

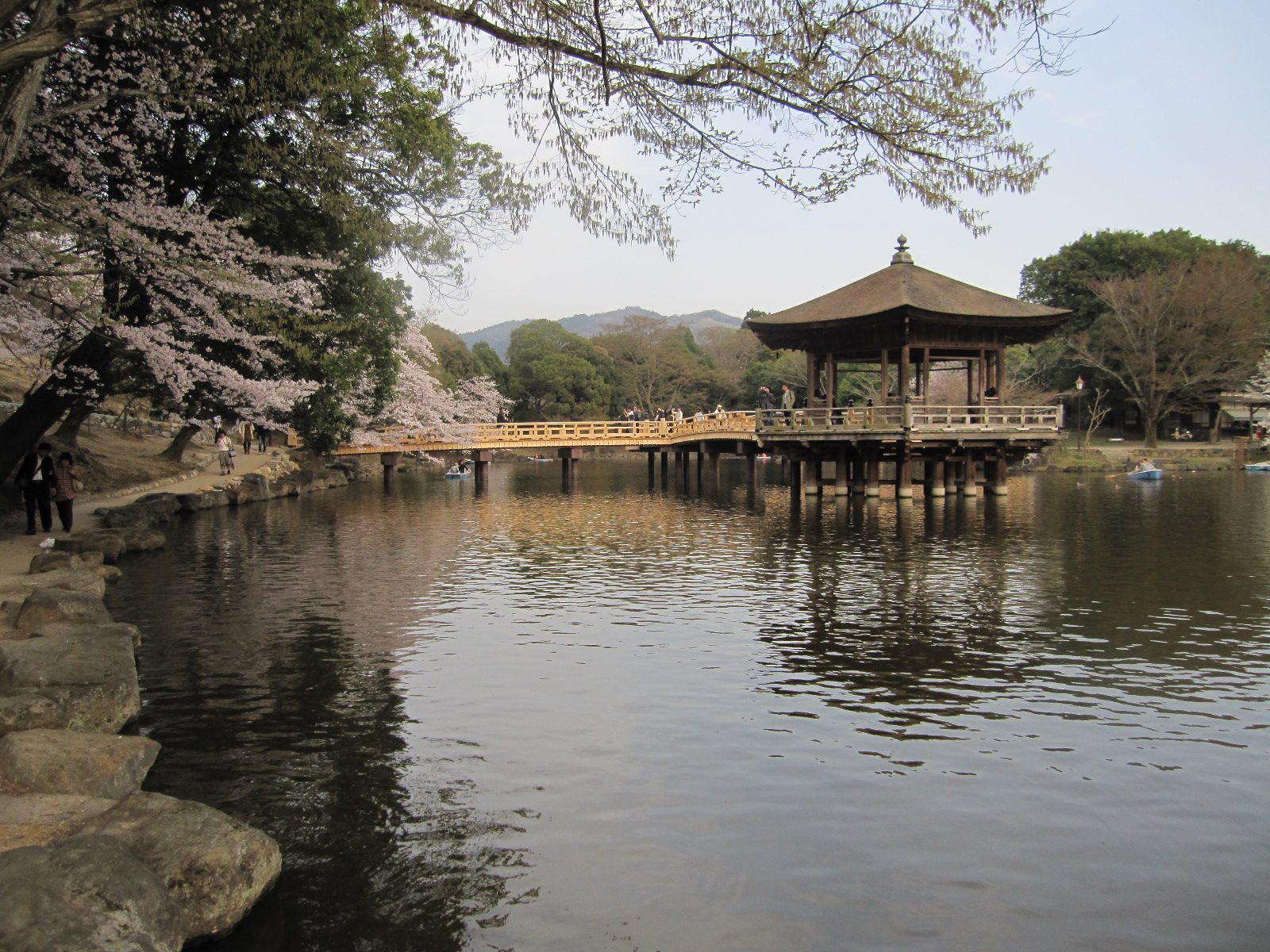
浮見堂

- 依水園浮見堂世界遺産―古都奈良の文化財

### 旧跡

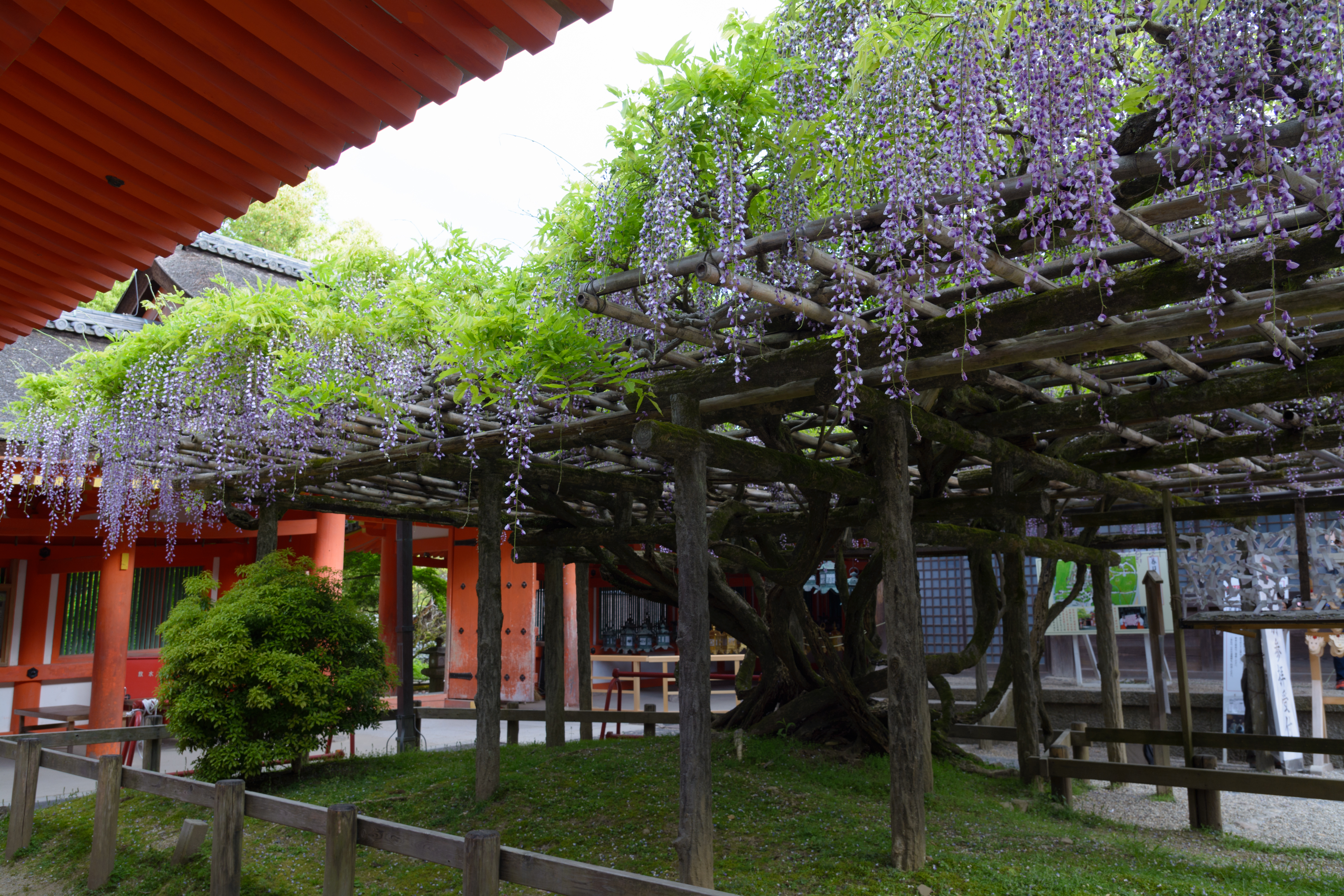
春日大社の藤

- 平城宮跡（特別史跡）
- 春日大社の藤芸亭
- 多聞山城
- 柳生陣屋跡

### 名勝
- 奈良公園
- 月ヶ瀬梅林
- 旧大乗院庭園
- 円成寺庭園
- 依水園
- 平城京左京三条二坊宮跡庭園（特別史跡・特別名勝）
- 法華寺庭園
- 平城宮東院庭園（特別名勝）

#### 神社
- 春日大社
  - 春日山原始林
- 手向山八幡宮
- 菅原天満宮
- 率川神社 (本子守町)
- 漢國神社
- 氷室神社
- 奈良豆比古神社
- 嶋田神社
- 御霊神社
- 崇道天皇社
- 京終天神社
- 奈良町天神社
- 瑜伽神社
- 宅春日神社
- 鎮宅霊符神社
- 佐紀神社 (亀畑)
- 佐紀神社 (西畑)
- 猿田彦神社
- 手力雄神社
- 采女神社
- 井上神社
- 住吉神社 (勝南院町)
- 住吉神社 (今辻子町)
- 隼神社
- 白山神社 (北之庄町)
- 率川神社 (西新屋町)
- 白山神社 (元興寺町)
- 勝手神社
- 八坂神社
- 月日神社
- 春日若宮社 (中辻町)
- 八王子社

#### 寺院
- 南都七大寺のうち6寺院が市内に所在。
  - 興福寺
  - 東大寺（奈良の大仏）
    - 正倉院

  - 西大寺
  - 薬師寺
  - 元興寺
  - 大安寺
- 新薬師寺
- 霊山寺
- 帯解寺
- 唐招提寺
- 伝香寺
- 秋篠寺
- 十輪院
- 法華寺
- 海龍王寺
- 不退寺
- 般若寺
- 圓成寺
- 圓照寺
- 興福院
- 白毫寺
- 弘仁寺
- 正暦寺
- 称名寺
- 南明寺
- 璉珹寺
- 宝珠寺
- 正覚寺
- 称念寺
- 高林寺
- 西勝寺
- 閼伽井庵
- 興善寺
- 法徳寺
- 金躰寺
- 淨教寺
- 西福寺
- 浄福寺
- 隔夜寺
- 西照寺
- 福寺 - 廃寺
- 勝願院 - 廃寺

### その他の宗教施設
- 庚申堂
- 頭塔
- 御嶽山大和本宮
- 京終地蔵院
- 鎧地蔵堂
- 月日磐

#### 磨崖仏

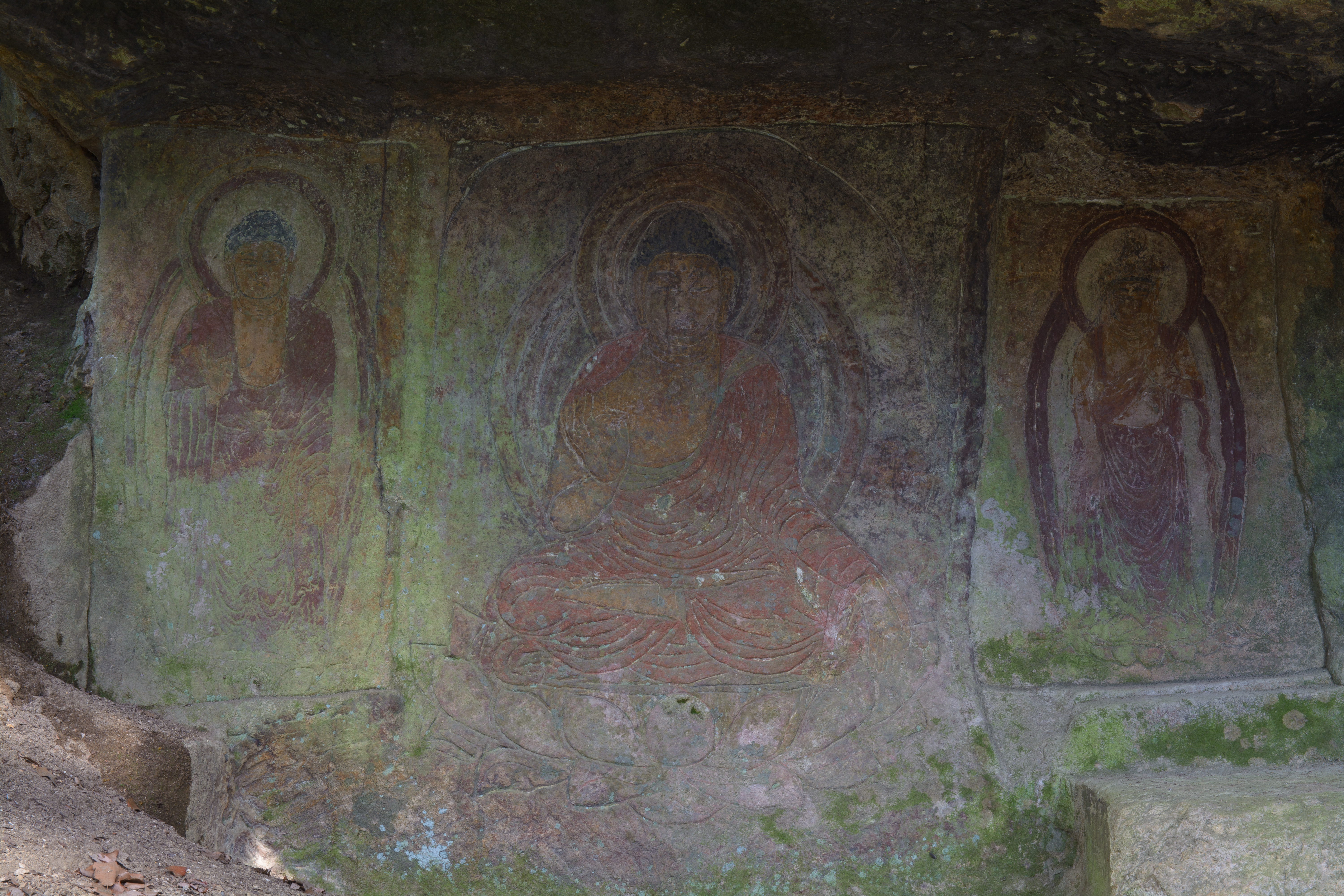
地獄谷石窟仏

- ほうそう地蔵（国の史跡）
- 地獄谷聖人窟の線刻磨崖仏（国の史跡）
- 春日山石窟仏（国の史跡）

### 古道
- 山辺の道
- 柳生街道

### 祭・行事

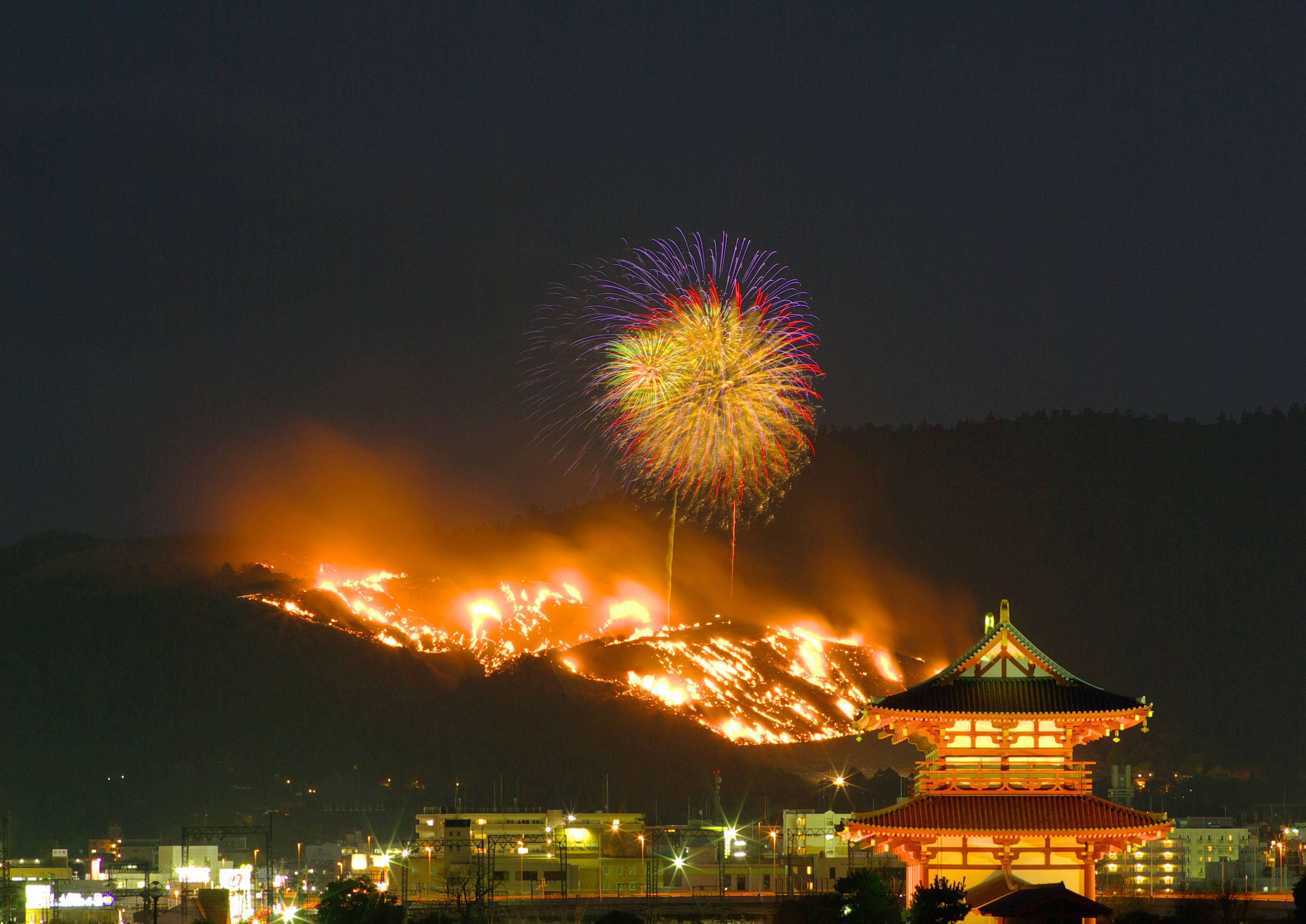
平城宮朱雀門と若草山の山焼き（2009年1月24日）

- 春日大社万燈籠若草山山焼き（1月）
- 大安寺光仁会（1月）
- 春日大社万燈籠 （2月、8月）
- 東大寺修二会（お水取り）（3月）
- 西大寺大茶盛式（4月）
- 平城遷都祭（4月）
- 薪御能（5月）
- 唐招提寺うちわまき（5月）
- 率川神社三枝祭－ゆり祭－（6月）
- 大安寺竹供養（6月）
- なら燈花会（8月）
- 大文字送り火（8月）
- バサラ祭り（8月）
- 芝能（9月）
- 采女祭（9月）
- 鹿の角きり（10月）
- 奈良市内旧村地域の秋祭り（10月）

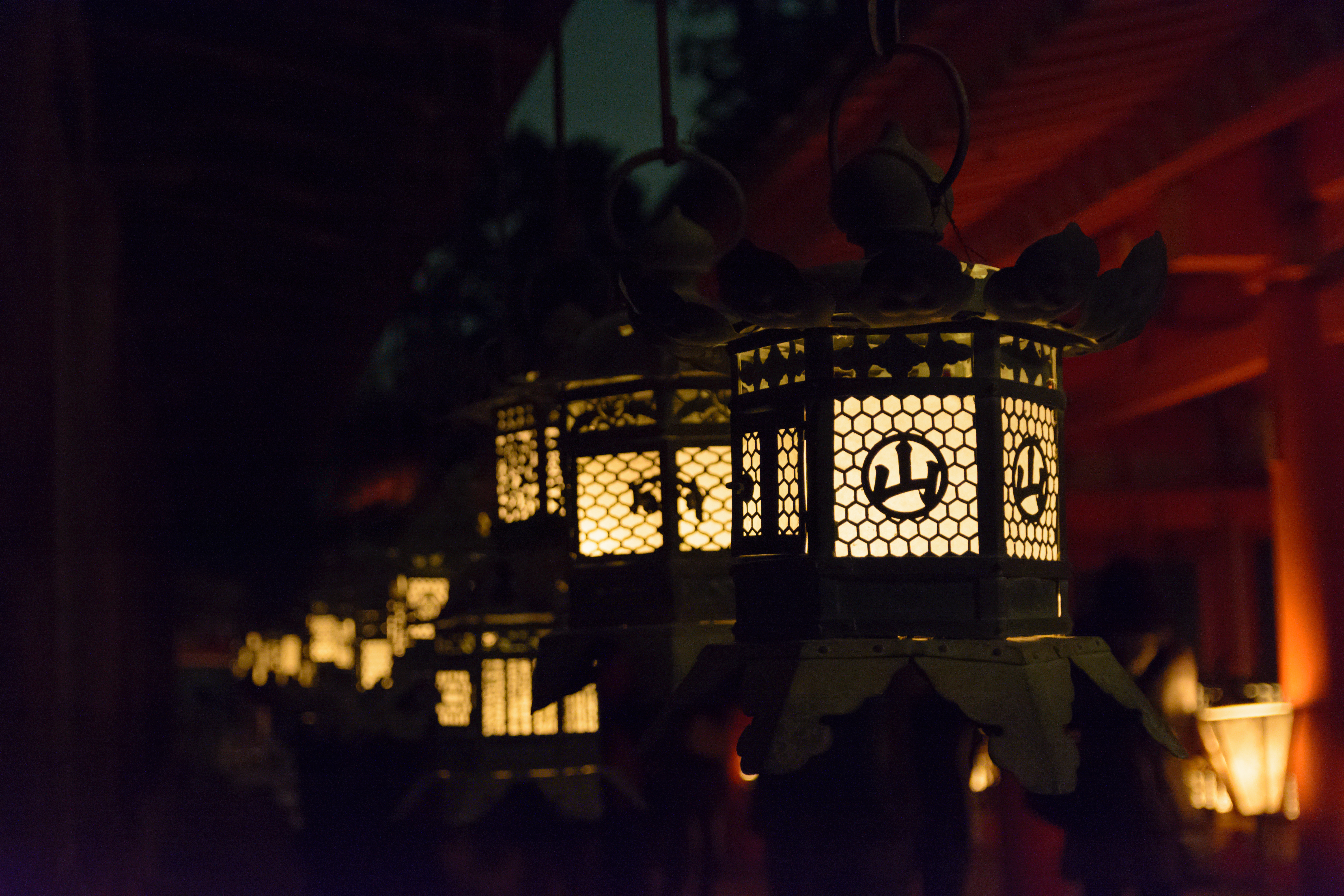
春日大社万燈籠

  - 10月10日前後に郊外部、10月17日前後に市街地部で布団太鼓（太鼓台）や地車などの練り歩きがある。
- 正倉院展
  - 正倉院展の開催時には奈良市及びその周辺の多くの寺社が秘仏の特別開扉や特別展示などを行う。
- 奈良マラソン（12月）
- 春日若宮おん祭（12月）

### 土産物
- 赤膚焼
- 奈良漬
- 奈良筆、奈良墨
- 奈良人形
- 螺鈿漆器
- 奈良団扇

## 施設

### 博物館

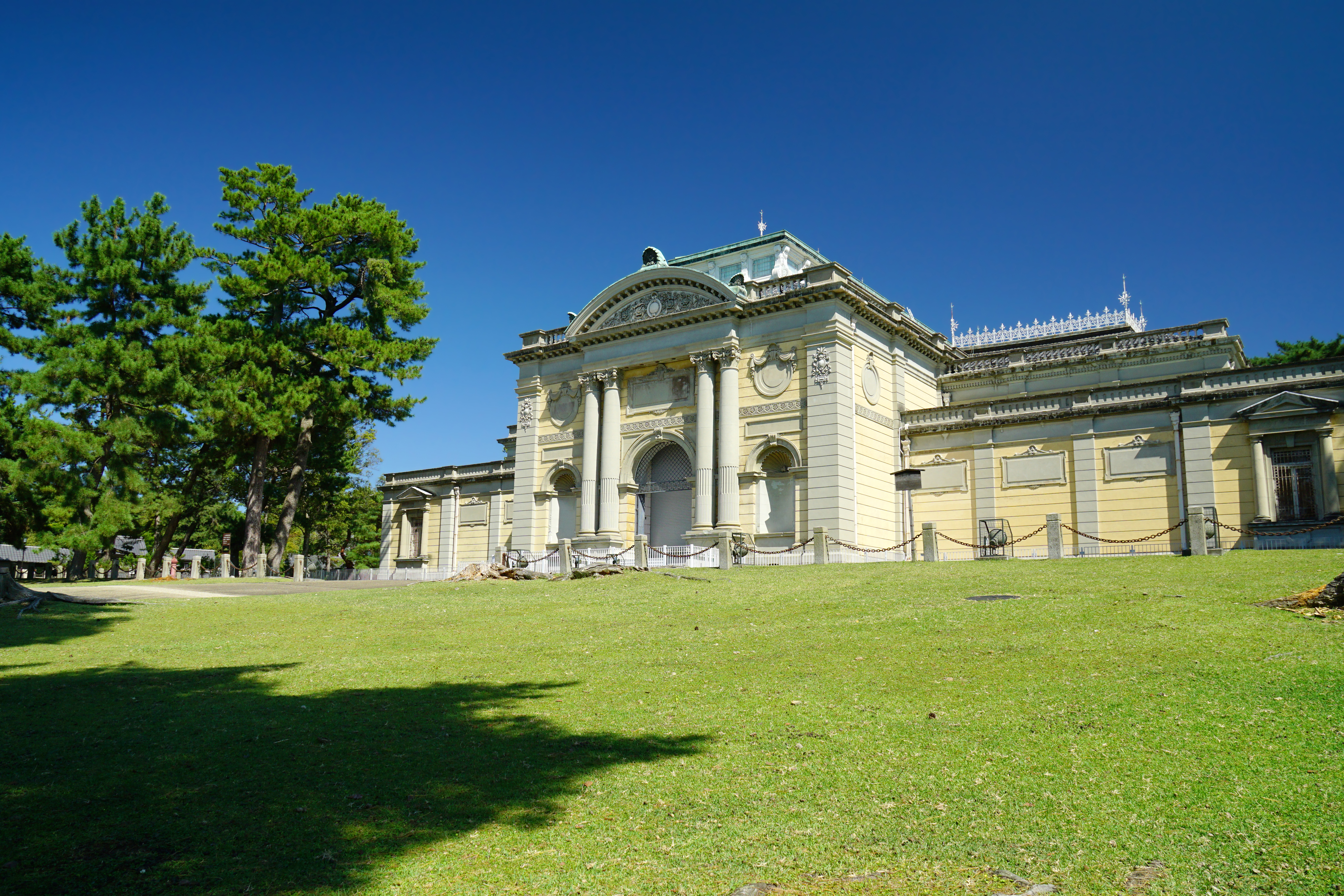
奈良国立博物館

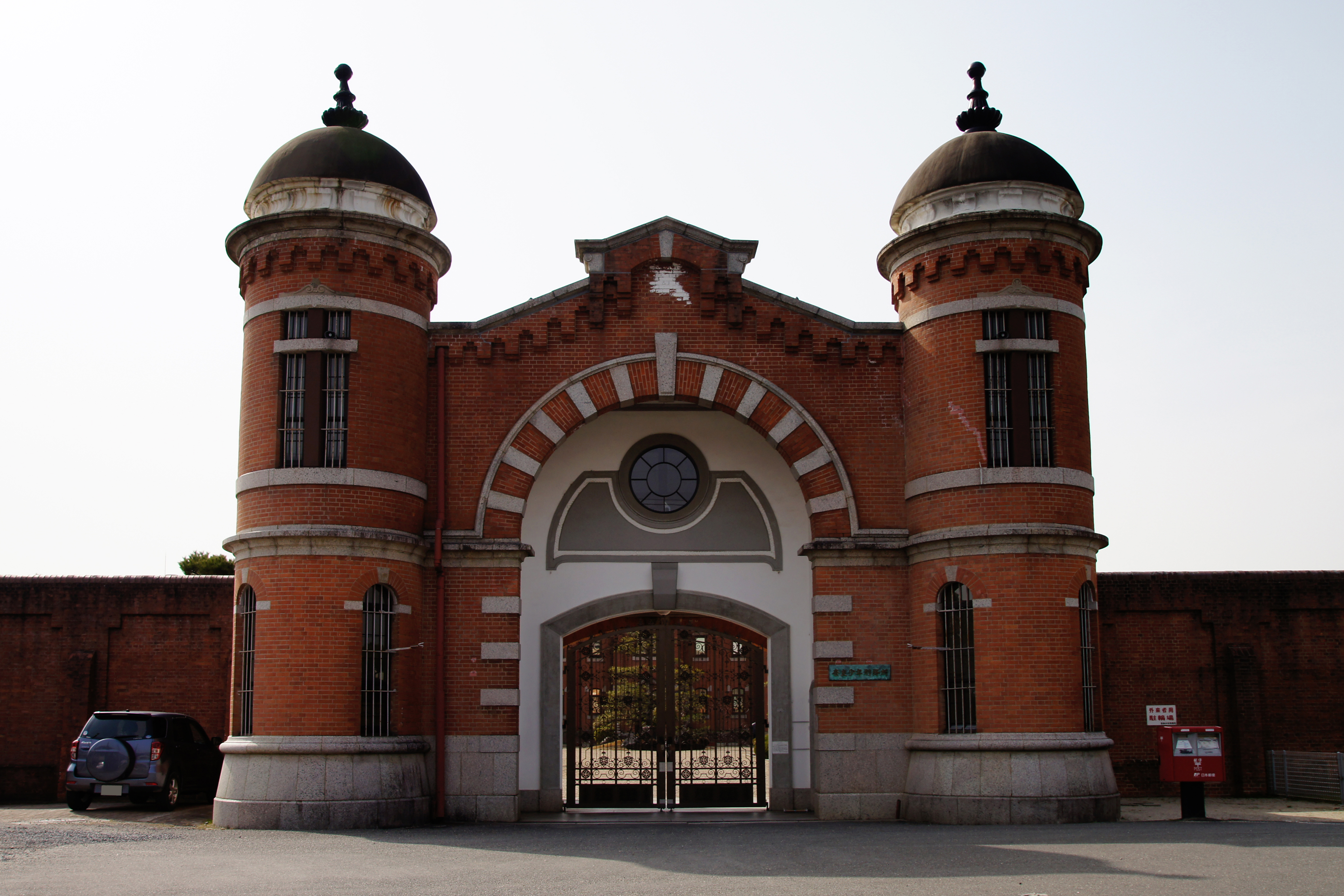
旧奈良監獄（重要文化財）

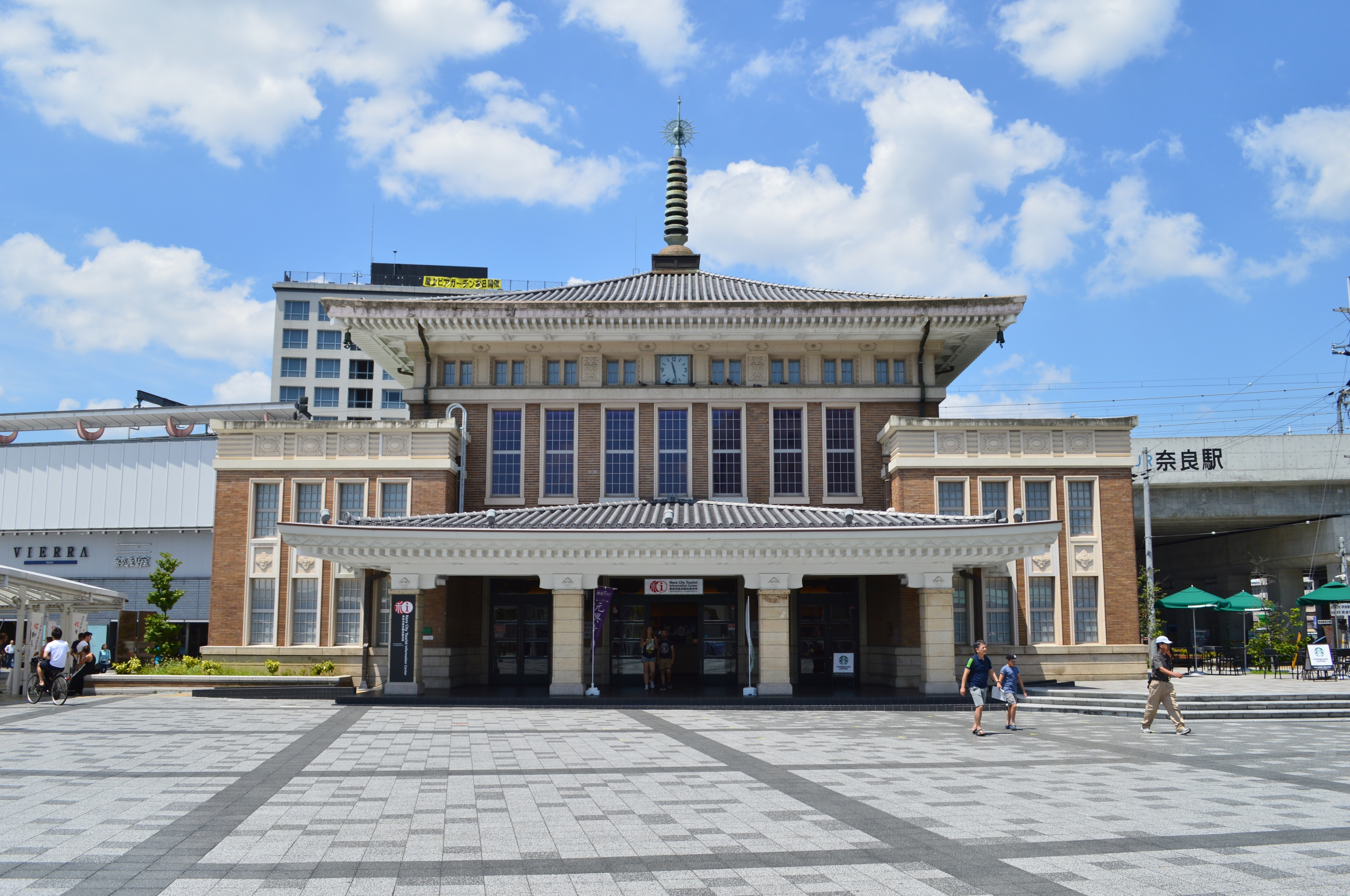
奈良市総合観光案内所（旧駅舎）

- 奈良国立博物館
  - 仏教美術資料研究センター
- 奈良文化財研究所平城宮跡資料館
- 奈良県立美術館
- 奈良市美術館
- 興福寺国宝館
- 春日大社宝物殿
- 入江泰吉記念奈良市写真美術館
- 松伯美術館
- 大和文華館
- 中野美術館
- 寧楽美術館
- 杉岡華邨書道美術館
- 奈良町資料館
- 東洋民俗博物館[17]
- 時の資料館
- 古都奈良かんざし美術館

### 文化施設

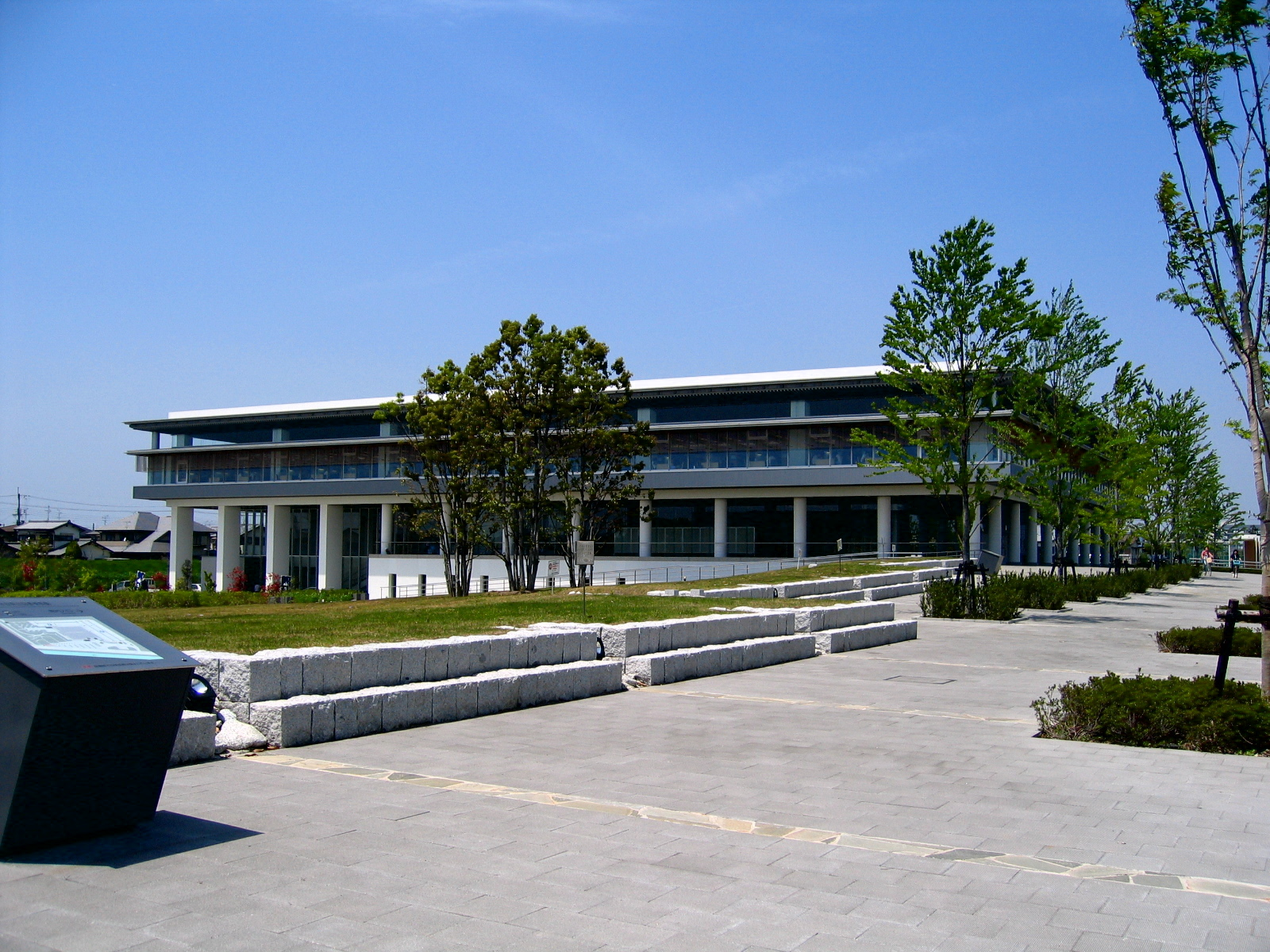
奈良県立図書情報館

- なら100年会館
- 奈良県文化会館
- 奈良県新公会堂
- 奈良県立図書情報館
- 奈良県シルクロード交流館
- ならまちセンター（奈良市立図書館）
- 秋篠音楽堂
- なら奈良館
- 奈良市音声館
- 今西家書院
- 奈良市都祁交流センター
- がんこ一徹長屋・墨の資料館

### スポーツ施設

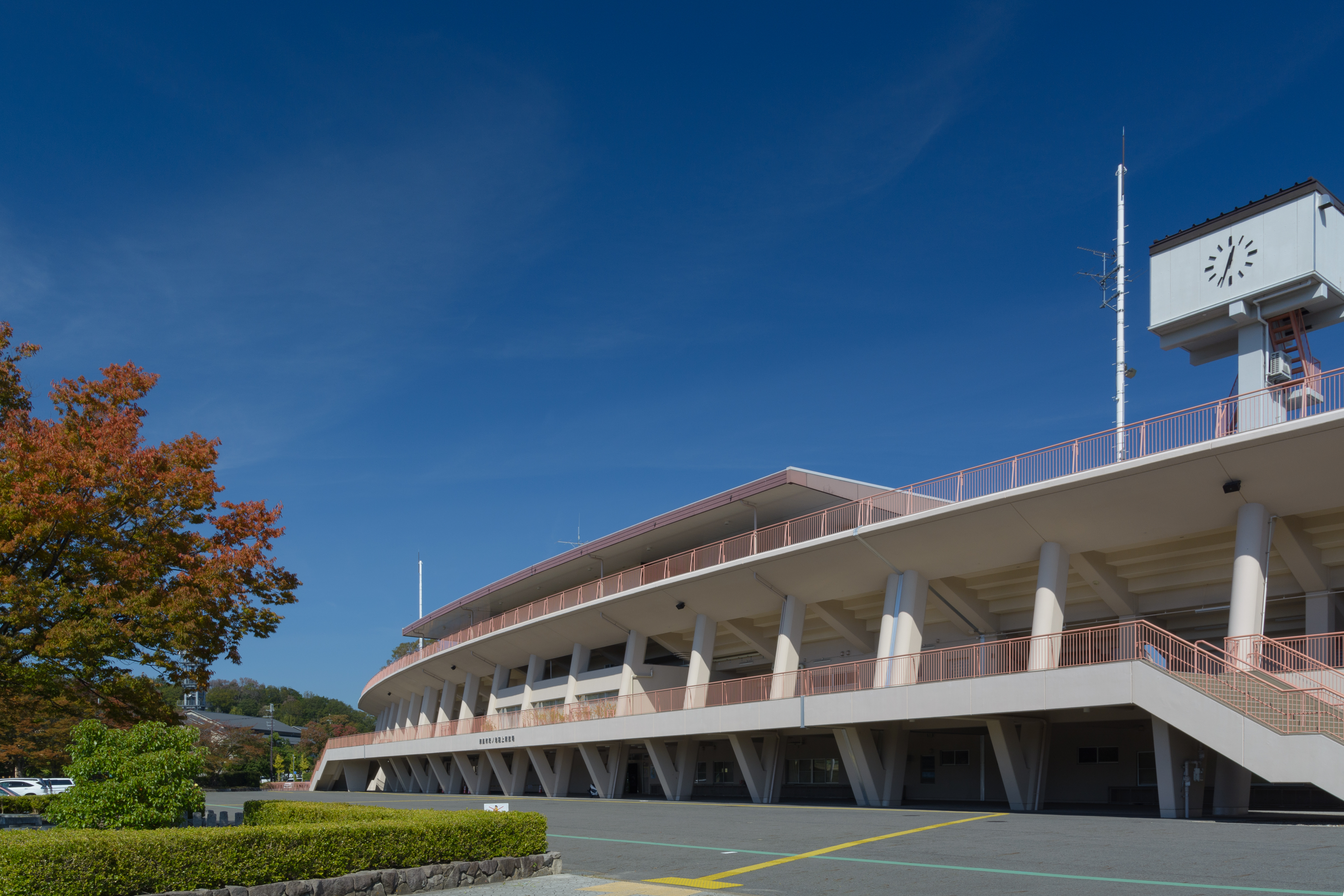
奈良市鴻ノ池陸上競技場

- 奈良市鴻ノ池陸上競技場
- 奈良市鴻ノ池球場
- 奈良市中央体育館

### 娯楽施設
- 奈良競輪場

閉館・閉園した施設
- 近鉄あやめ池遊園地（2004年6月6日閉園）
- 奈良ドリームランド（2006年8月31日閉園）
- シネマデプト友楽（2010年1月31日閉館）[注釈 7]

## スポーツチーム
サッカー
- 奈良クラブ（Jリーグ）

バスケットボール
- バンビシャス奈良（Bリーグ）

バレーボール
- 奈良ドリーマーズ（Vリーグ）

ホッケー
- 南都銀行SHOOTING STARS（ホッケー日本リーグ）

自転車ロードレース
- シエルヴォ奈良

## 奈良市を舞台とした作品
- ペンギン・ハイウェイ

## 関連人物

### 歴史上の人物
- 元明天皇
- 聖武天皇
- 孝謙天皇
- 平城天皇
- 長屋王
- 行基
- 鑑真
- 道鏡
- 重源
- 叡尊

- 藤原不比等
- 山上憶良
- 橘諸兄
- 吉備真備
- 阿倍仲麻呂
- 藤原広嗣
- 藤原仲麻呂
- 大伴家持

- 藤原薬子
- 藤原仲成
- 在原業平
- 菅原道真
- 平重衡

- 観阿弥
- 世阿弥
- 松永久秀
- 柳生宗厳
- 柳生宗矩
- 木村友重
- 村井古道
- 川路聖謨

- 岡潔
- セルゲイ・プロコフィエフ
- アルベルト・アインシュタイン

### 奈良市出身の著名人

#### 政官界
- 稲村和美（元兵庫県尼崎市長、元兵庫県議会議員）
- 上村耕作（元衆議院議員）
- 鍵田忠三郎（元衆議院議員・第17代奈良市長）
- 鍵田忠兵衛（元衆議院議員・第21代奈良市長）
- 黒田実（大阪府交野市長）
- 小林茂樹（衆議院議員）
- 金剛一智（奈良県宇陀市長）
- 佐藤啓（参議院議員）
- 高市早苗（衆議院議員、第18・19・23代総務大臣）
- 馬淵澄夫（元衆議院議員、第14代国土交通大臣、第13代内閣府特命担当大臣（沖縄及び北方対策担当））
- 松川るい（衆議院議員）
- 森岡正宏（元衆議院議員）

#### 学術
- 福井謙一（京都大学名誉教授、1981年ノーベル化学賞受賞）
- 井上雅文（東京大学教授、木材利用システム研究会会長）
- 今井凌雪（筑波大学名誉教授）
- 岩井宏實（国立歴史民俗博物館教授、帝塚山大学名誉教授）
- 一海知義（神戸大学名誉教授、毎日出版文化賞受賞）
- 山内邦臣（京都大学名誉教授、奈良女子大学文学部部長）
- 稲田有史（整形外科医師）
- 麻生泰（美容外科医師・形成外科医師、タレント、YouTuber）
- 岡本健（近畿大学准教授、VTuber「ゾンビ先生」）
- 廣瀬克哉 (法政大学総長)

#### 芸術
- 入江泰吉（写真家）
- 絹谷幸二（画家）
- ウエダアツシ（映画監督）
- 岡本英樹（アニメ監督）
- 河瀨直美（映画監督）
- 高橋伴明（映画監督）
- 金春智子（脚本家）
- 斎藤慎太郎（将棋棋士）
- 富樫じゅん（漫画家）

#### 芸能
- 明石家さんま（お笑いタレント）和歌山県生まれ
- 新珠三千代（女優）
- 有馬理絵（クラリネット奏者）
- 幾田愛子（歌手）
- 大山デブ子（女優）
- 海田庄吾（作曲家）
- 加藤雅也（俳優）
- 川井聖子（演歌歌手）
- 木村佳史（放送・演芸作家）
- 久保ユリカ（アーティスト・声優）
- 小堀裕之（お笑いタレント、2丁拳銃）
- 中将タカノリ（シンガーソングライター・音楽評論家）
- 津田麻莉奈（タレント）
- 十朱幸代（女優）東京都生まれ
- 堂本剛（歌手、DOMOTO）
- 永田良輔（俳優）
- 中西保志（歌手）
- 中村優（タレント）
- 西田幸治（お笑いタレント、笑い飯）
- 新田一郎（歌手、ミュージシャン）
- 林香純（ミュージカル）
- 氷置晋（シンガーソングライター）
- 樋口宗孝（ミュージシャン、LOUDNESS）
- 福田ゆみ（女優・タレント）
- 堀あかり（タレント）
- 三戸なつめ（モデル）
- 芽夢ちさと（女優）
- 八嶋智人（俳優、タレント）
- 楊原京子（タレント）

#### マスコミ
- 河井真也（映画プロデューサー、元フジテレビジョン社員）
- 朝倉浩之（元日本海テレビアナウンサー、元TOKYO MX記者、元東京都職員）
- 飴田彩子（福井エフエム放送アナウンサー）
- 笛吹雅子（日本テレビ報道キャスター・元アナウンサー）
- 岸本尚実（フリーアナウンサー、旧・都祁村出身）
- 小嶋沙耶香（広島ホームテレビアナウンサー）
- 小高直子（CBCテレビアナウンサー）
- 網秀一郎（NHKアナウンサー）
- 田中良（毎日放送テレビプロデューサー）
- 坂口愛美（文化放送アナウンサー、気象予報士）

#### スポーツ選手
- 伊藤舞（陸上競技選手）
- 歌藤達夫（元プロ野球選手・投手）
- 小野寺暖（プロ野球選手）
- 門脇誠（プロ野球選手）
- 北岡幸浩（陸上競技選手・指導者）
- 北本久仁衛（サッカー選手）
- 德勝龍誠（元大相撲力士・千田川親方）高市郡高取町生まれ
- 内藤就行（サッカー選手）
- 中野克哉（サッカー選手）
- 名城信男（元プロボクサー、元WBA世界スーパーフライ級王者）
- 難波実夢（競泳選手、2020年東京オリンピック日本代表）
- 仁木希（元女子バレーボール選手）
- 林丈統（サッカー選手）
- 風香（元女子プロレスラー）
- 松代直樹（サッカー選手）
- 村田諒太（プロボクサー、前WBA世界ミドル級王者、ロンドンオリンピック・ボクシングミドル級金メダリスト、市民栄誉賞受賞）
- 矢部次郎（元サッカー選手）
- 脇阪薫一（レーシングドライバー）
- 脇阪寿一（レーシングドライバー）

### 名誉市民
- 1968年 岡潔（数学者）
- 1972年 橋本凝胤（薬師寺管主）
- 1975年 佐伯勇（事業家）
- 2001年 杉岡華邨（書家）

### 市民栄誉賞
- 2012年 村田諒太（ロンドンオリンピック・ボクシングミドル級金メダリスト）
- 2020年 德勝龍誠（大相撲令和2年1月場所幕内最高優勝）[21]

### 奈良市在住の有名人
- 乾龍介（アナウンサー）
- 山本浩之（アナウンサー）
- 愛内里菜（元歌手・実業家）
- 辰野勇（登山家・モンベル創業者）
- 秋月りす（漫画家）

### 奈良市ゆかりの人物

#### 学術
- 喜多野徳俊（外科医師、郷土史家）